# Kerken in Friesland

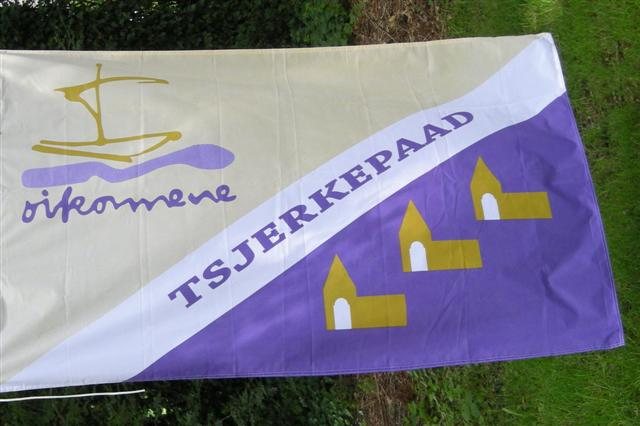
Tsjerkepaad, langs de kerken in Friesland

Kerken in Friesland geeft een overzicht van de architectuur van de kerkgebouwen als cultureel erfgoed in Friesland.

## Romaans
De vroegste romaanse kerken werden op terpen gebouwd. De kerken met een zadeldaktoren werden opgetrokken uit tufsteen dat uit de Eifel werd aangevoerd. De kerken werden later wel gewijzigd of uitgebreid.

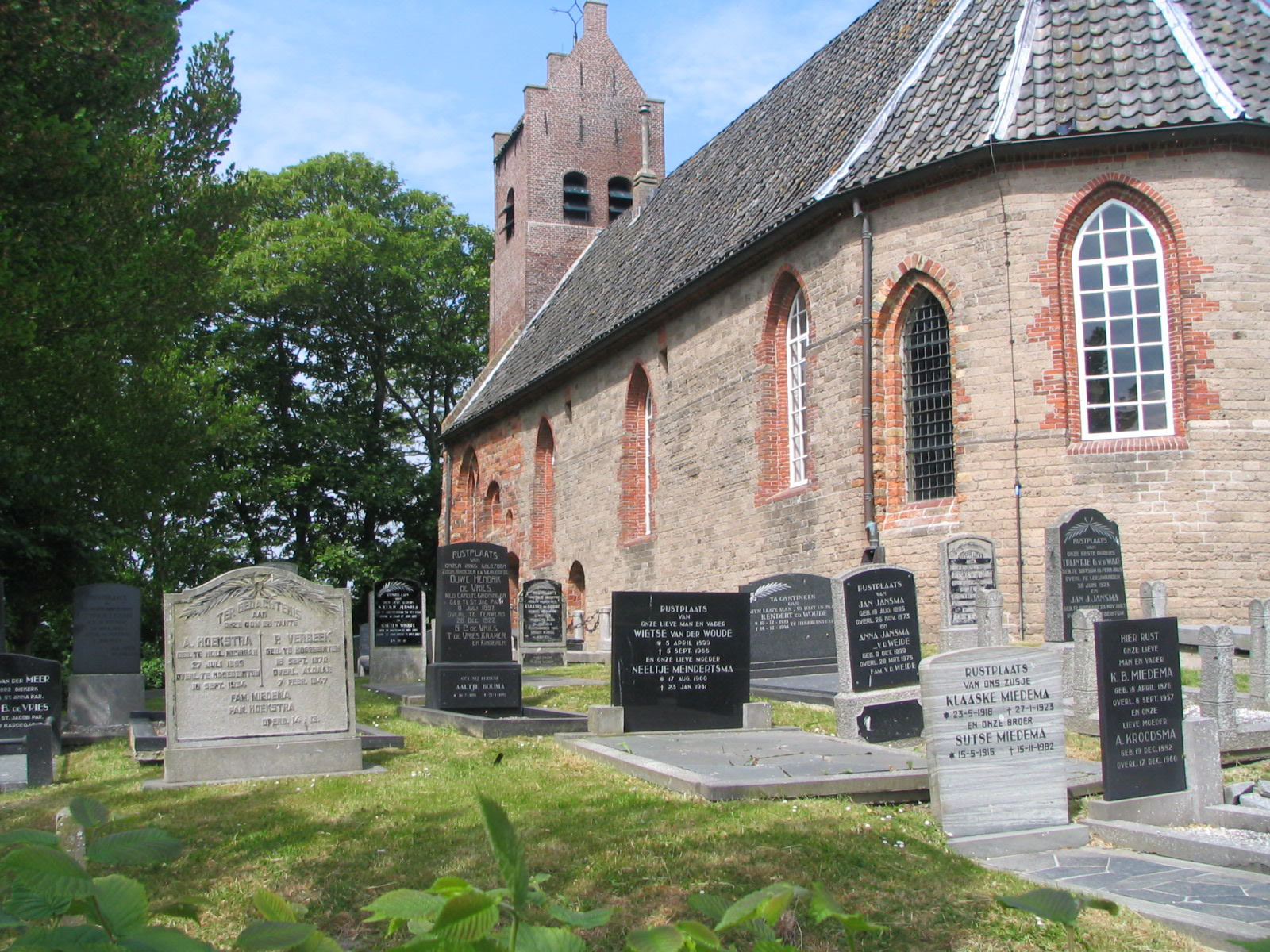
Kerk van Hogebeintum
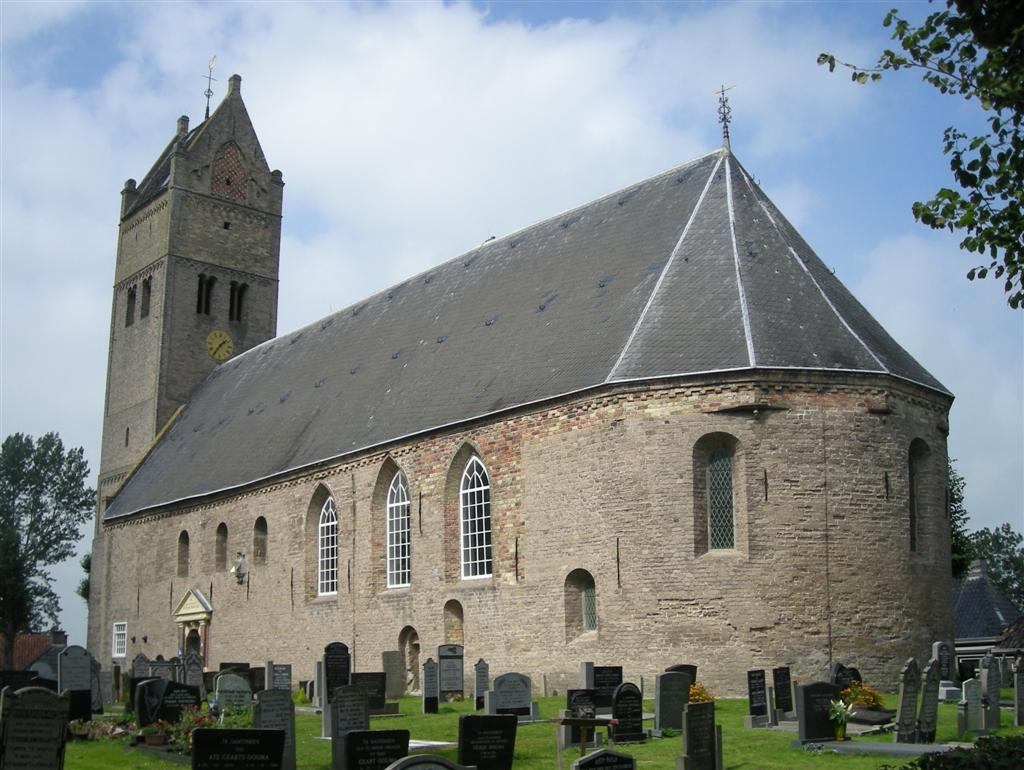
Sint-Radboudkerk te Jorwerd
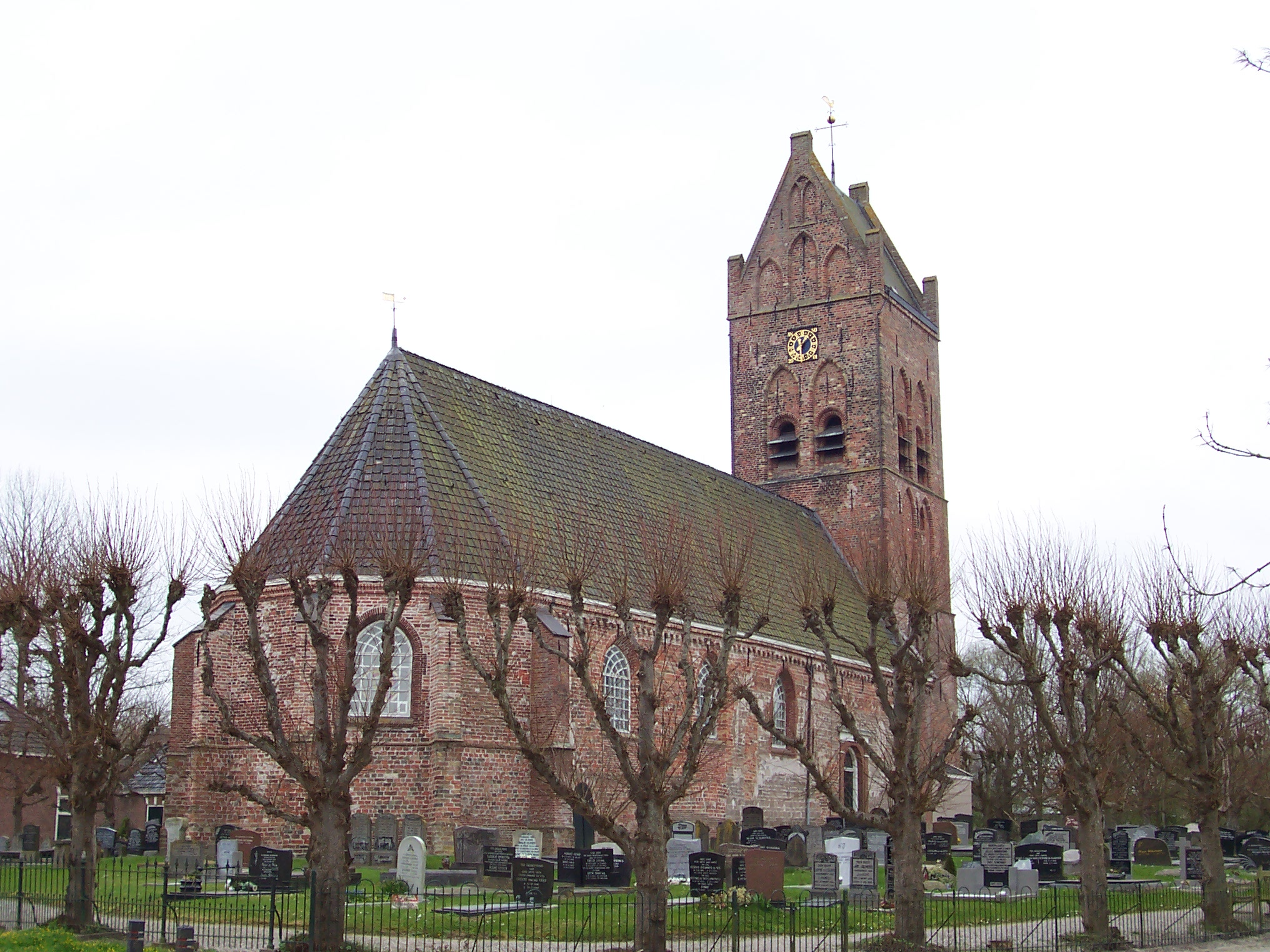
Agneskerk te Goutum
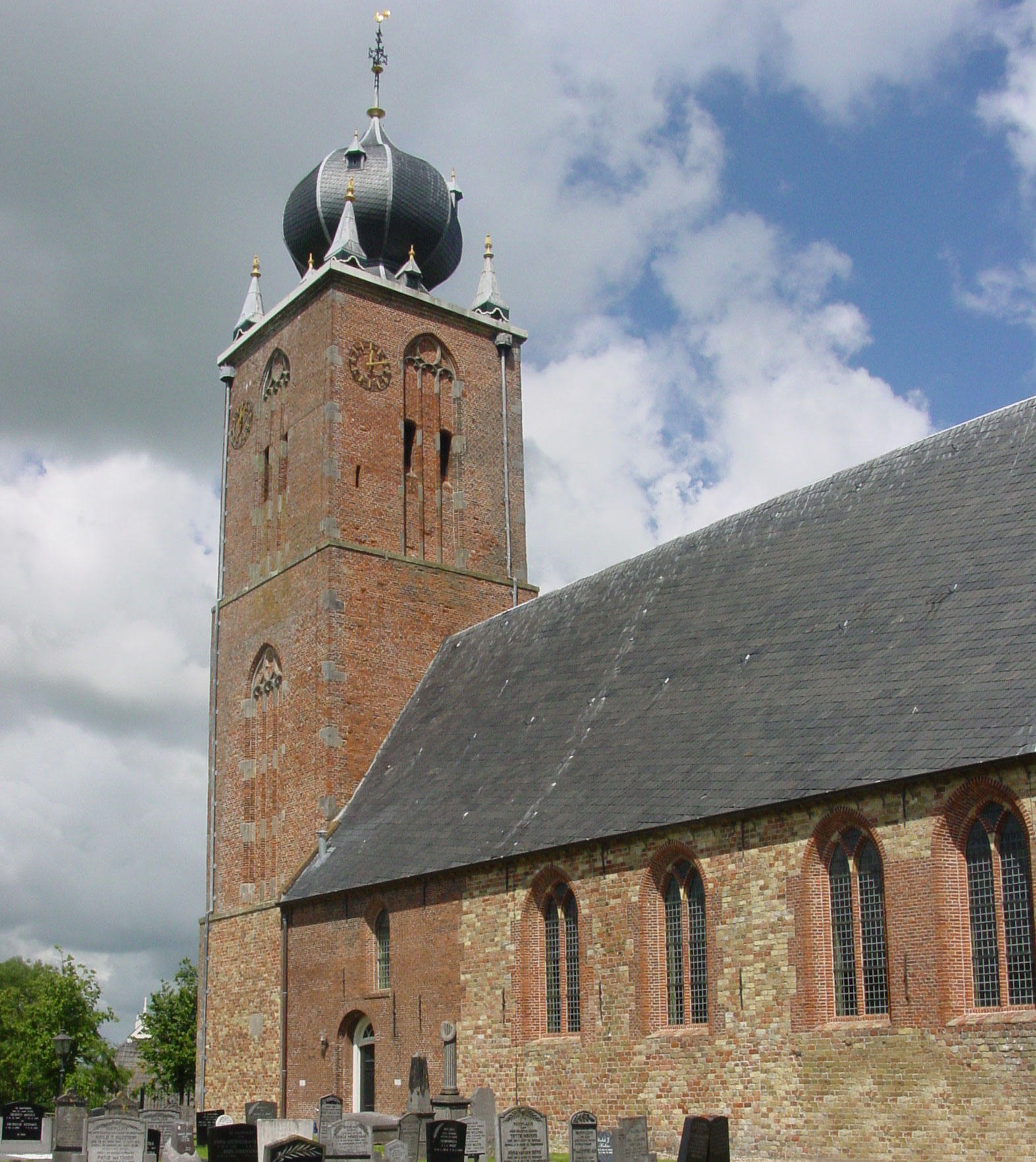
Sint Janskerk te Deinum
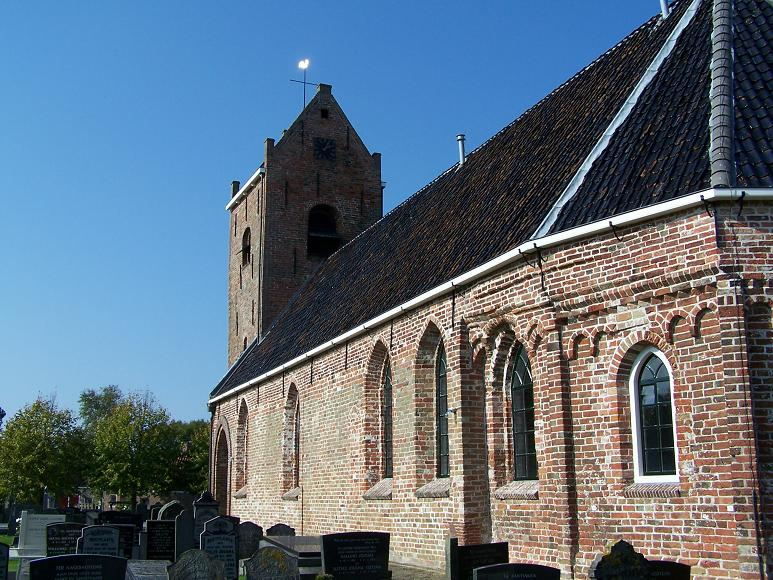
Nes (Noardeast-Fryslân)

Later werden de kerken gebouwd van kloostermoppen (rode bakstenen). Deze kerken zijn onder andere te vinden in: Aalsum, Boer, Bozum, Britsum, Deersum, Eestrum, Exmorra, Finkum, Foudgum, Hantum, Hichtum, Huins, Hijum, Jelsum, Oostrum, Rinsumageest, Stiens, Surhuizum en Swichum, Westergeest en Wijns.

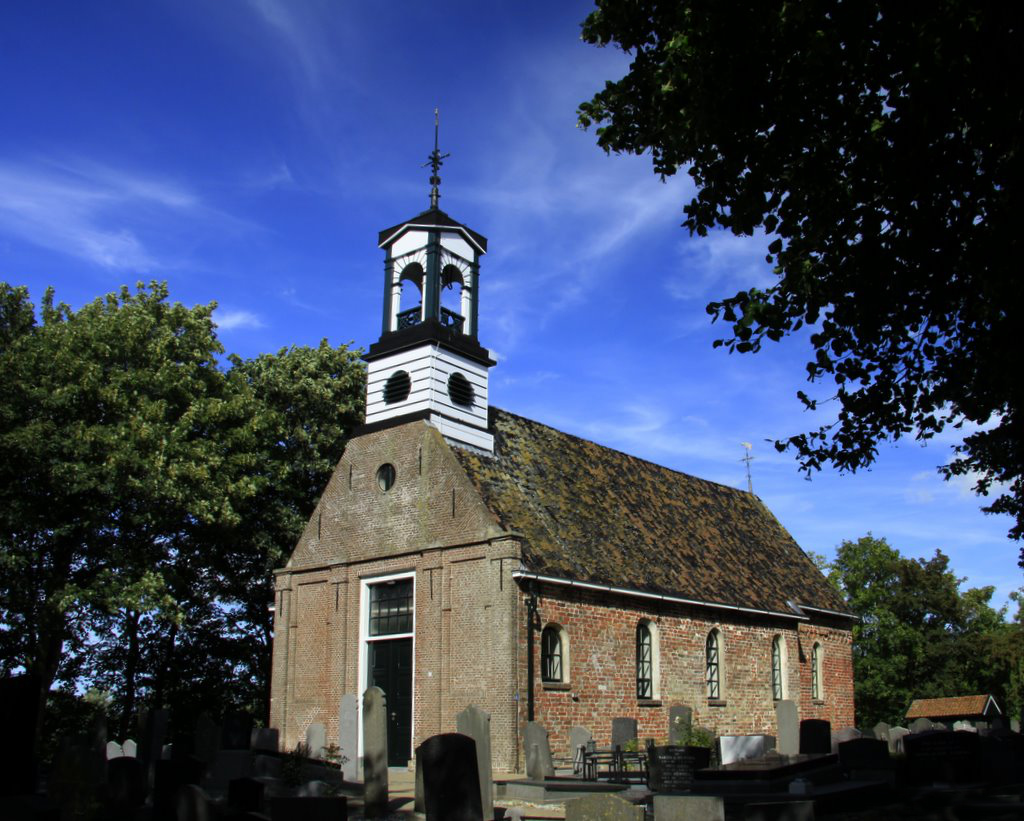
Kerk van Aalsum
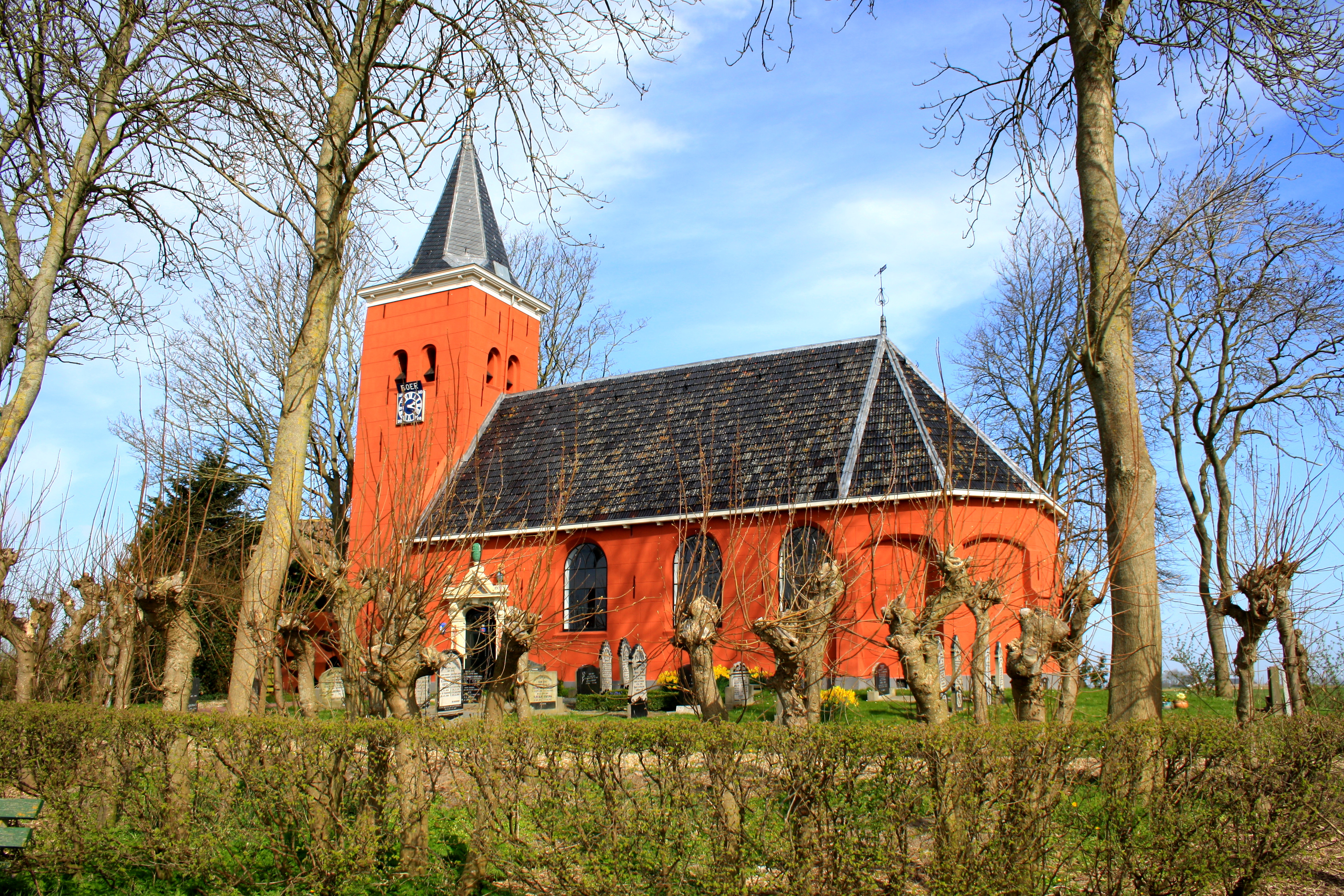
Mariakerk Boer
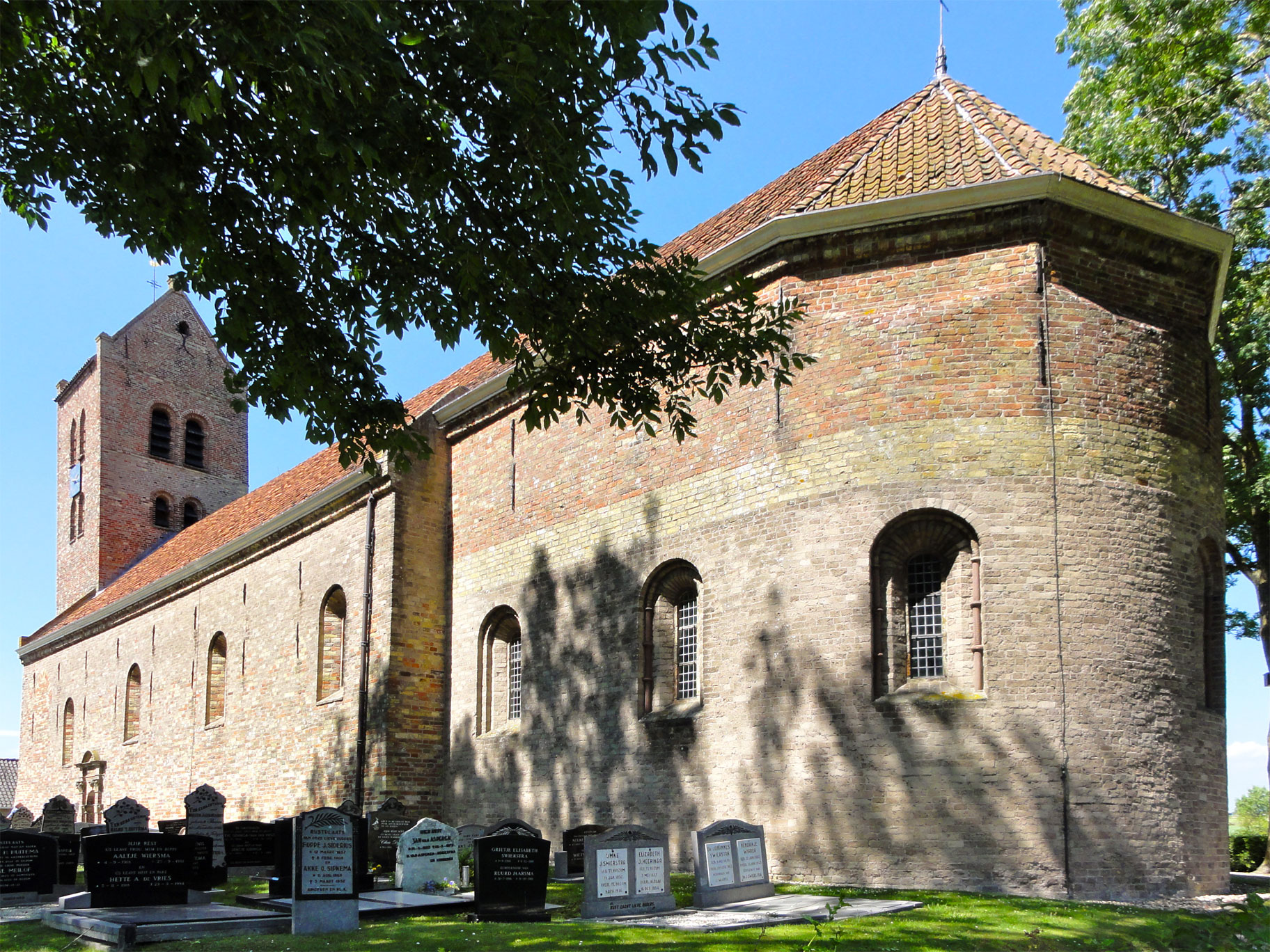
Kerk van Bozum
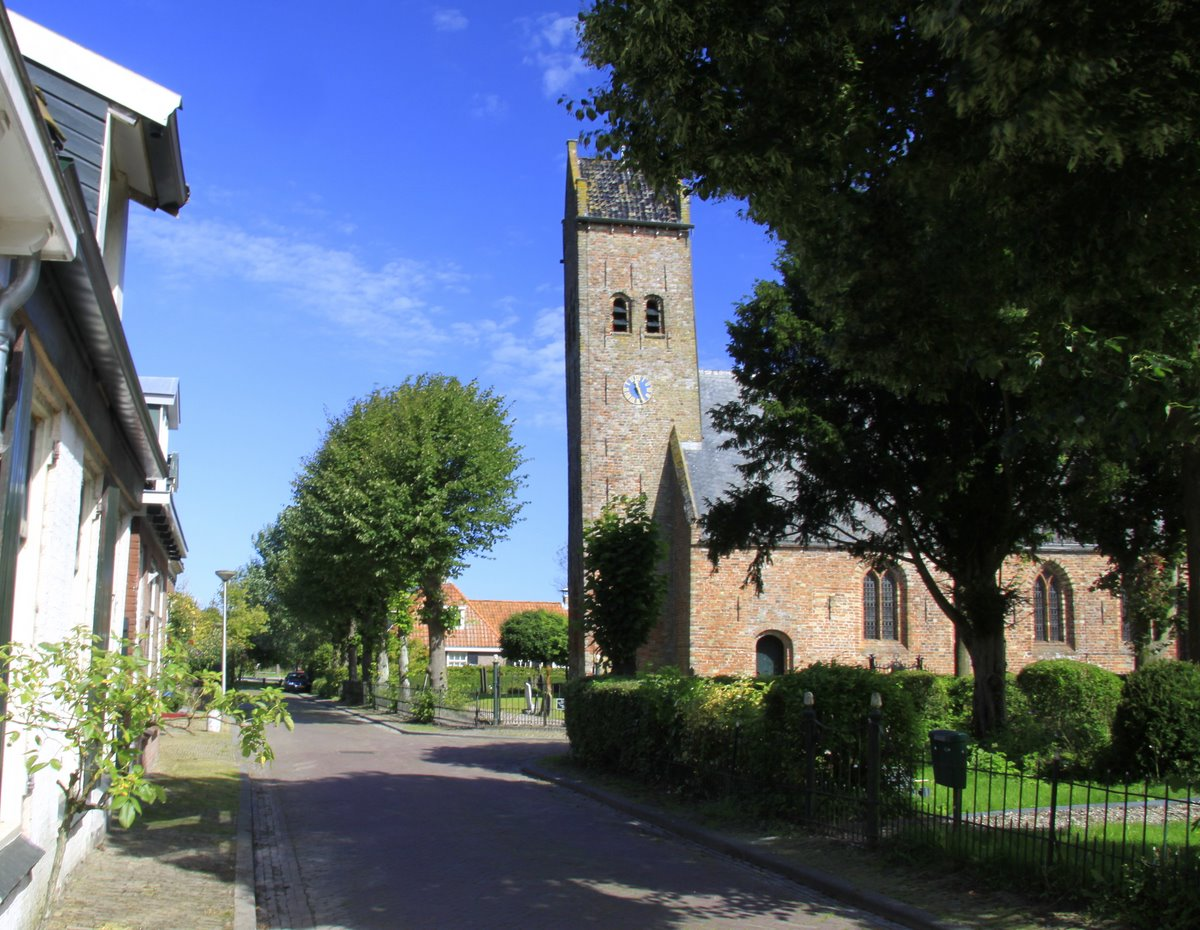
Nicolaaskerk (Deersum)
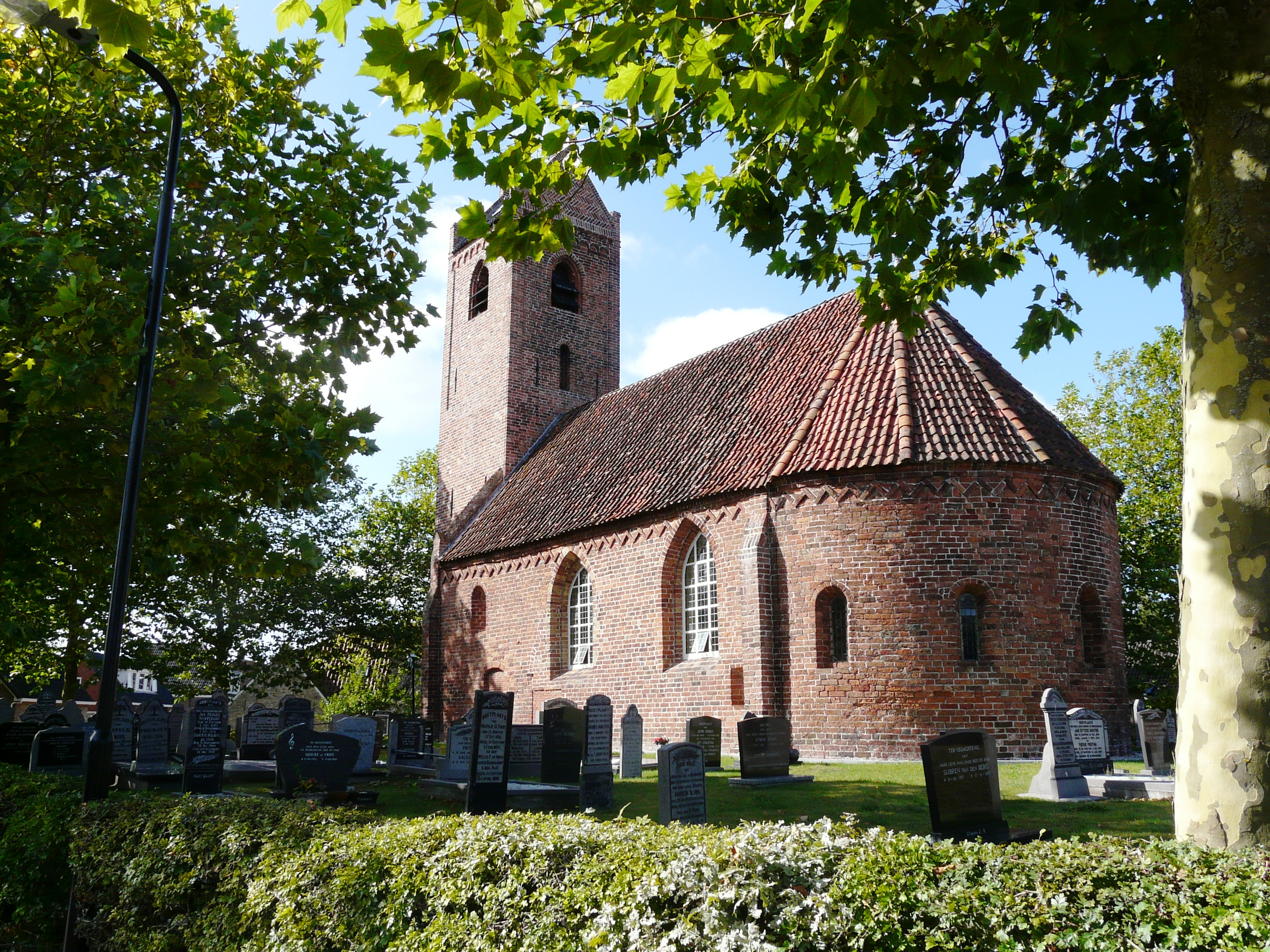
Kerk van Eestrum
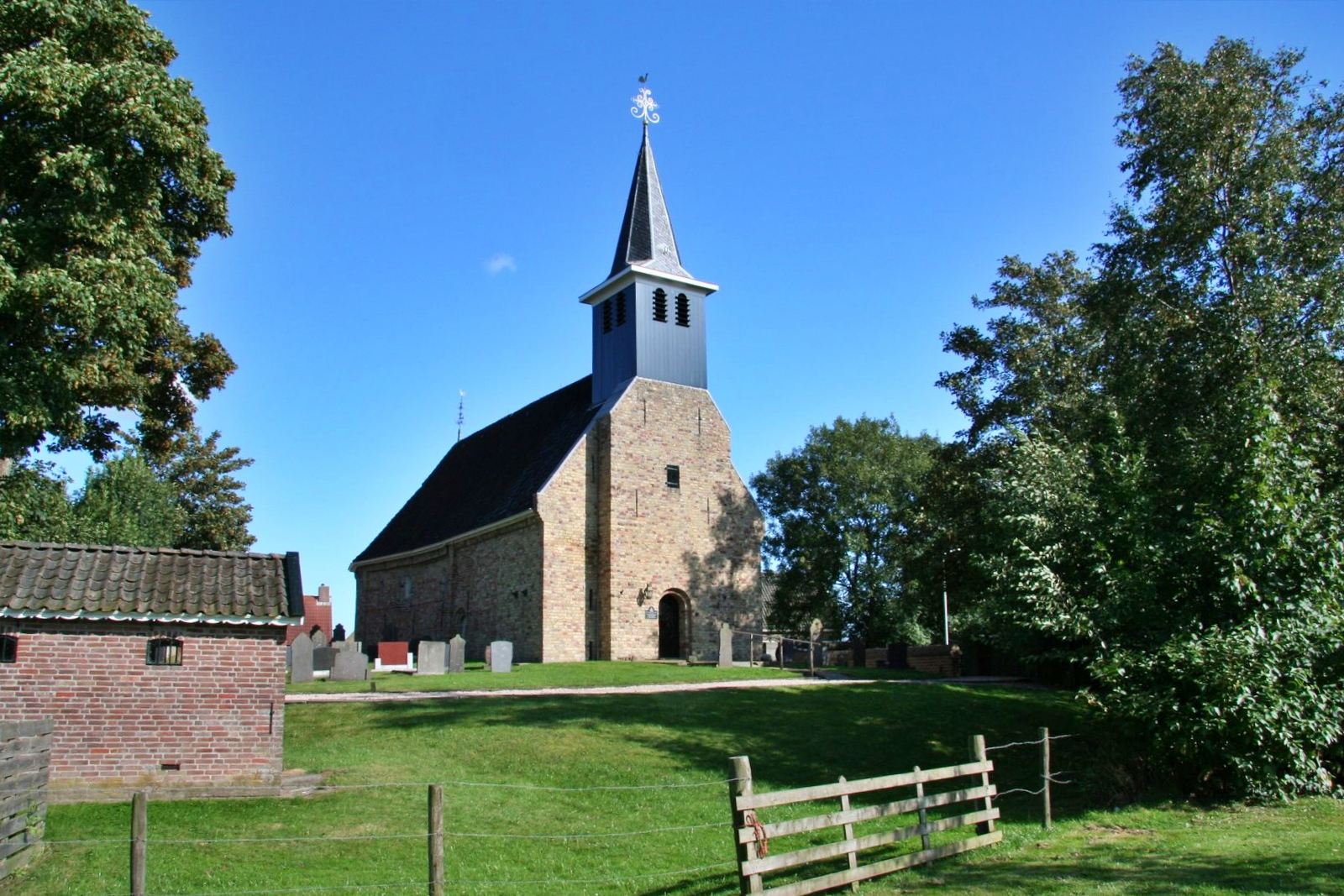
Johannes de Doperkerk (Exmorra)
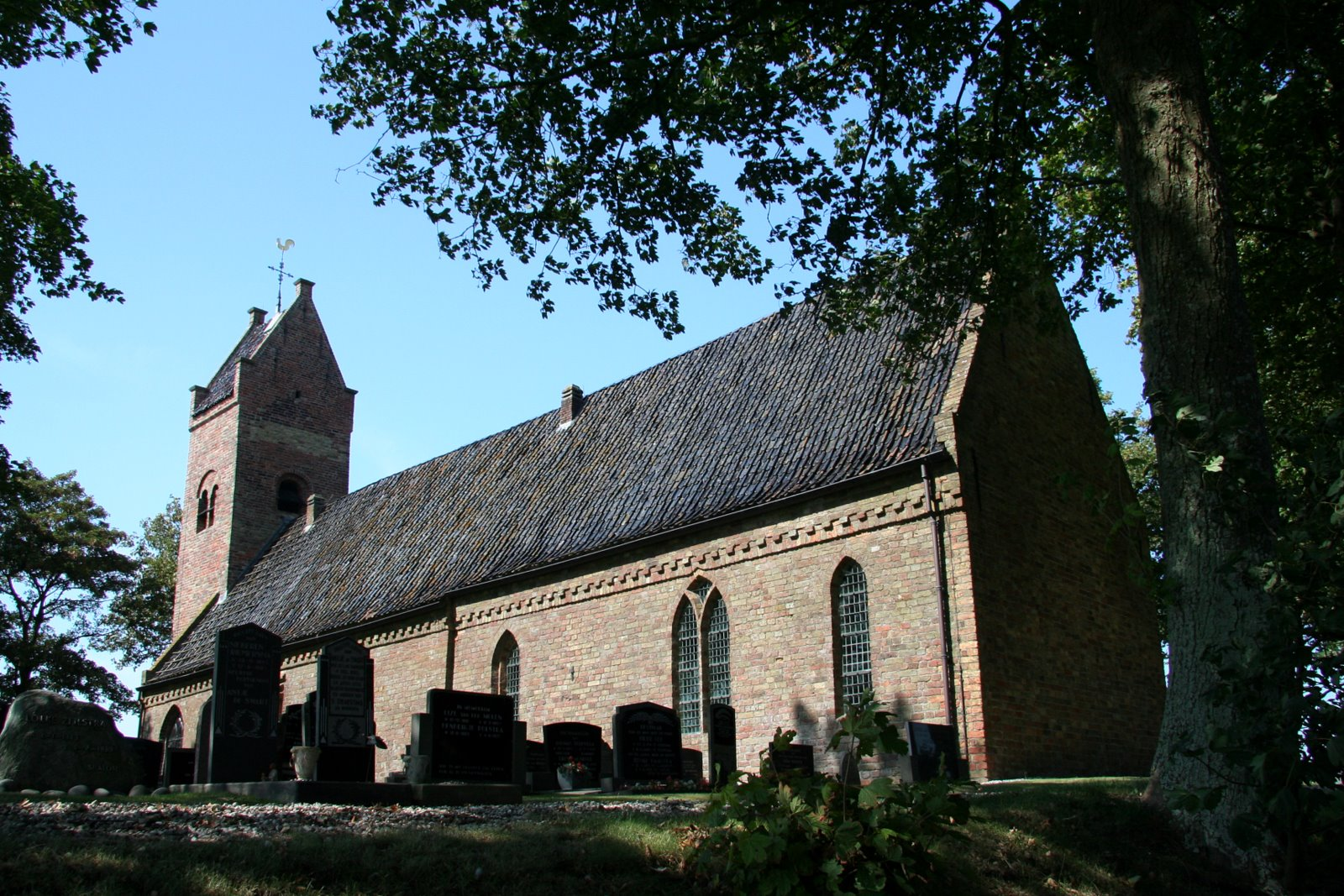
Sint-Vituskerk Finkum
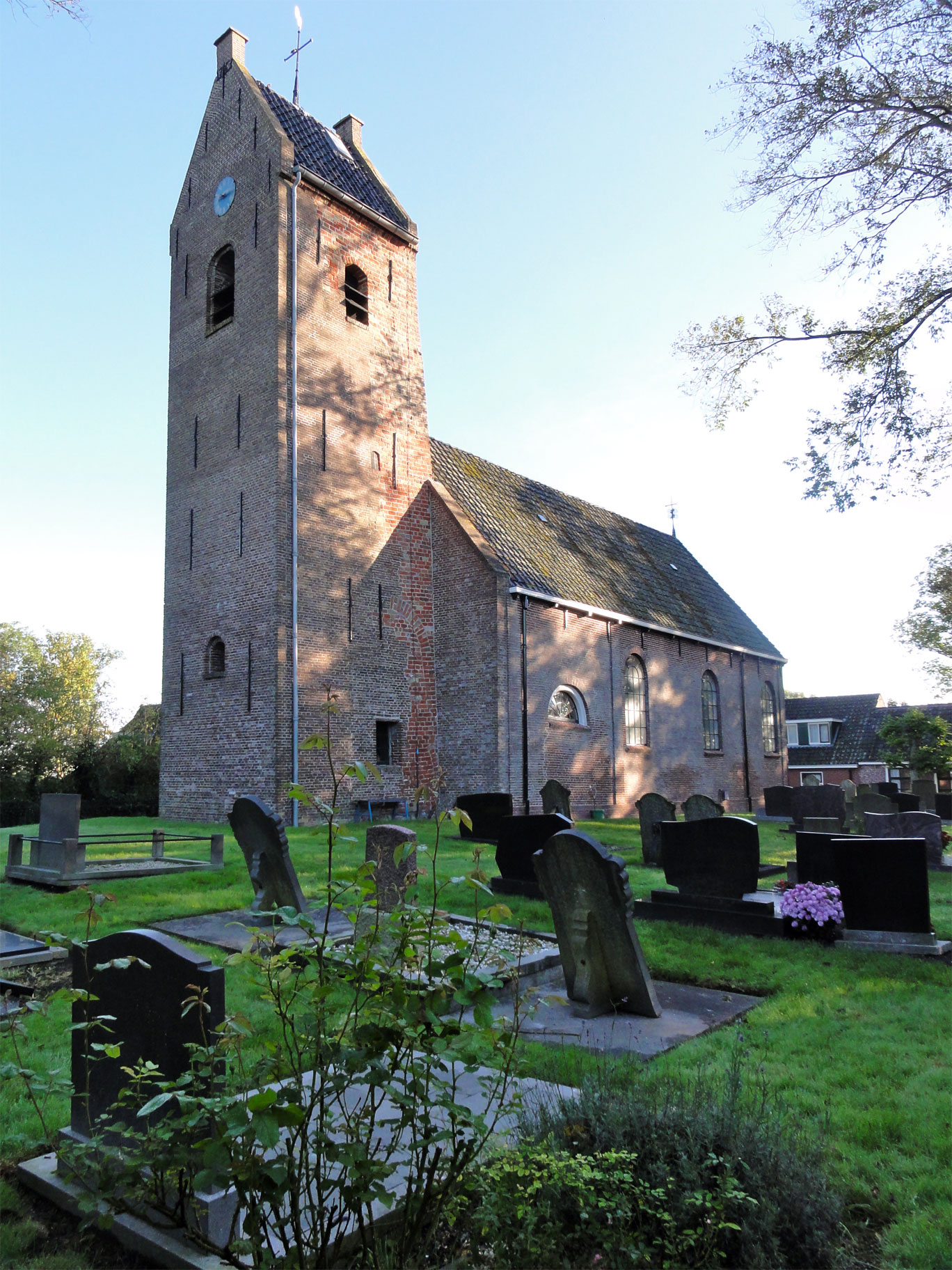
Mariakerk Foudgum
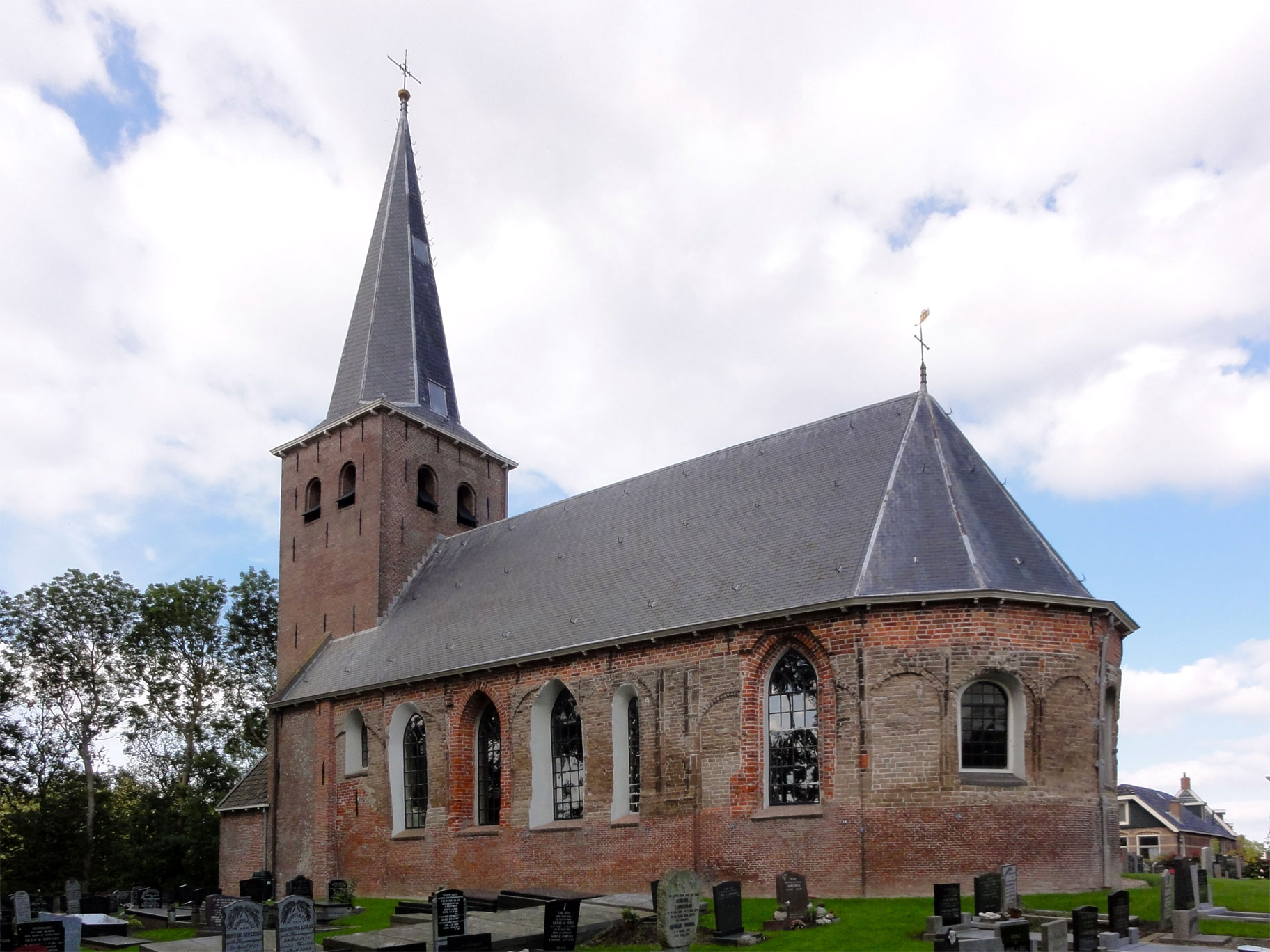
Nicolaaskerk Hantum
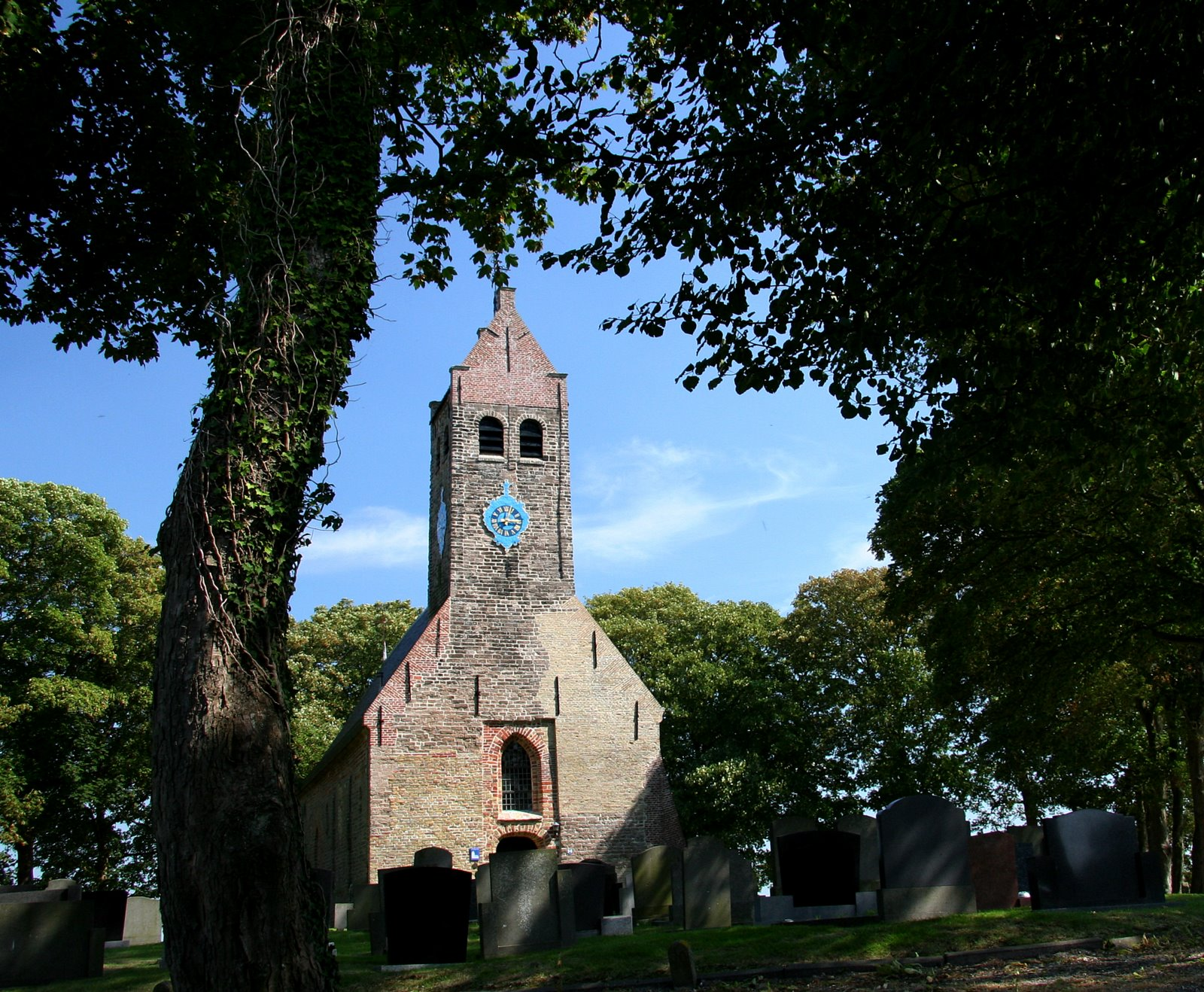
Nicolaaskerk (Hijum)
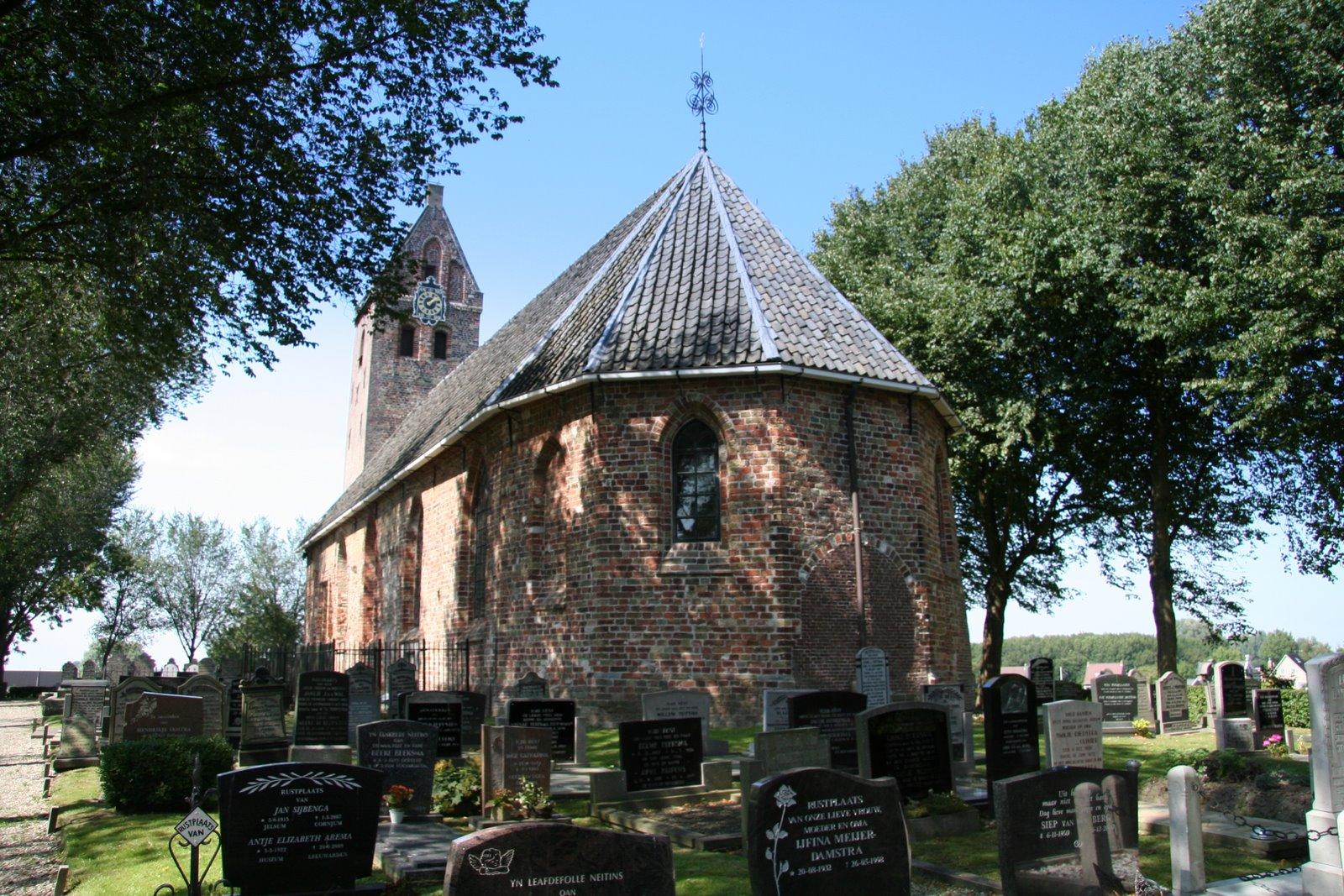
Kerk van Jelsum
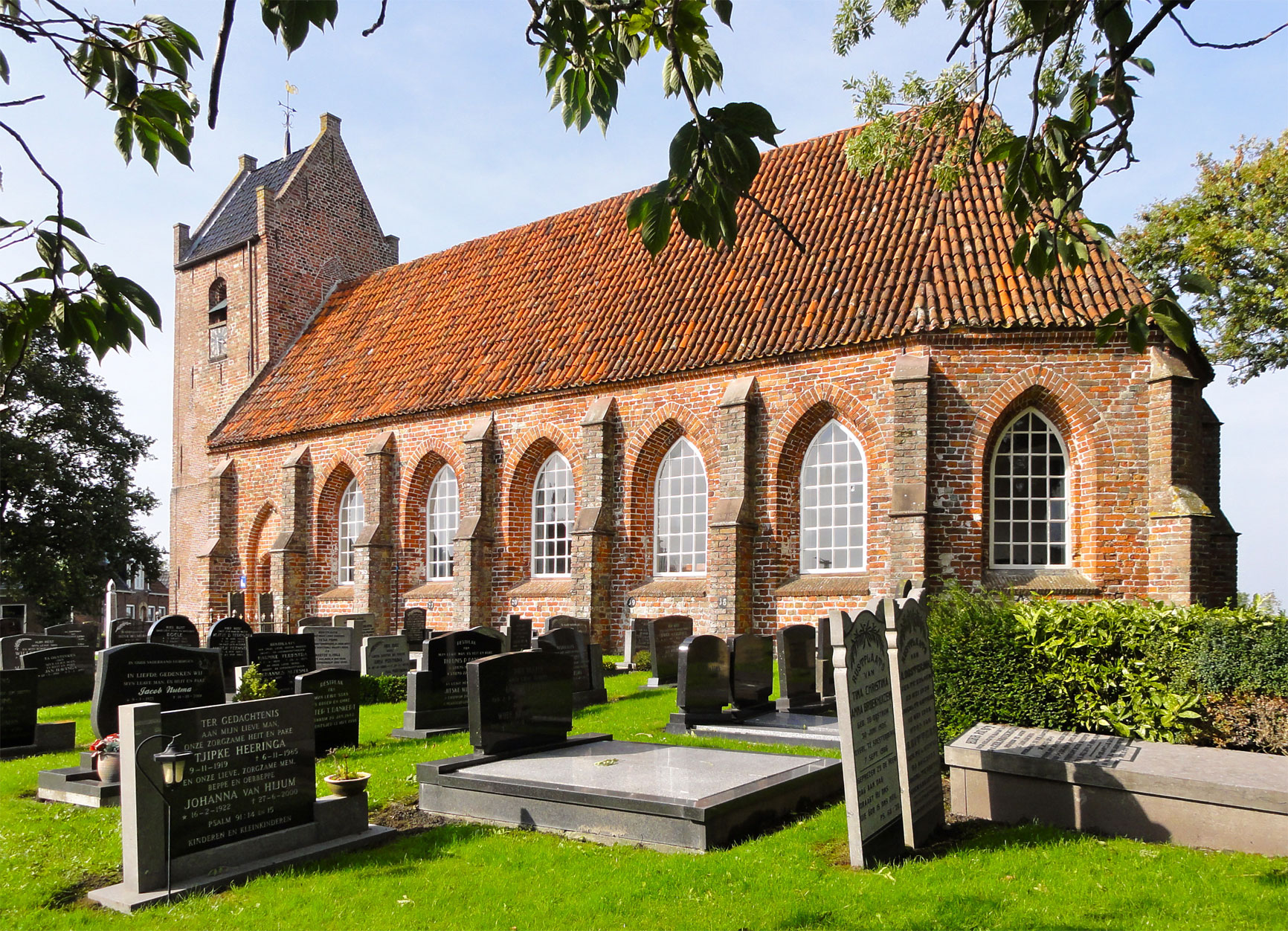
Sint-Nicolaaskerk (Oostrum)
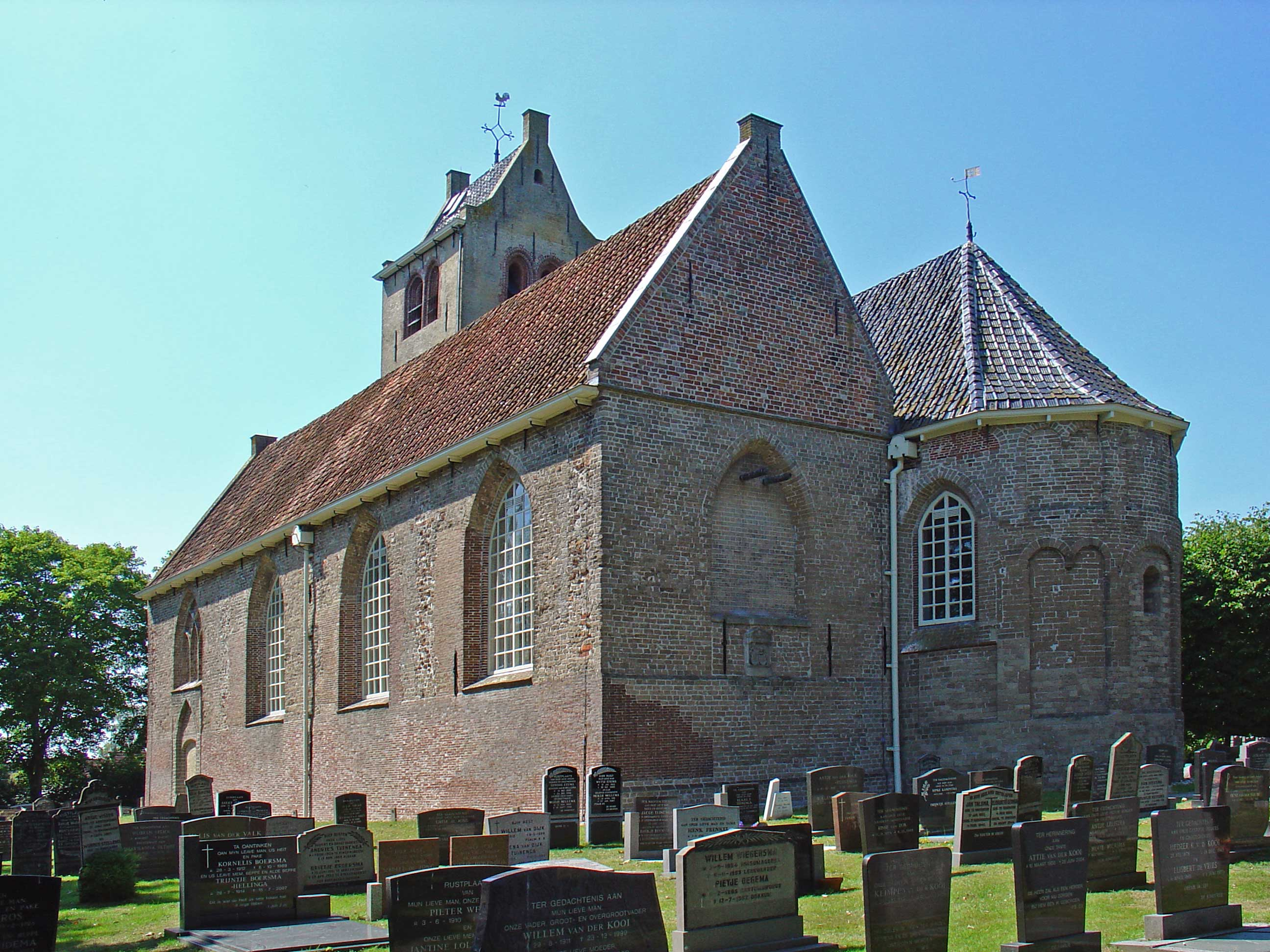
Alexanderkerk (Rinsumageest)
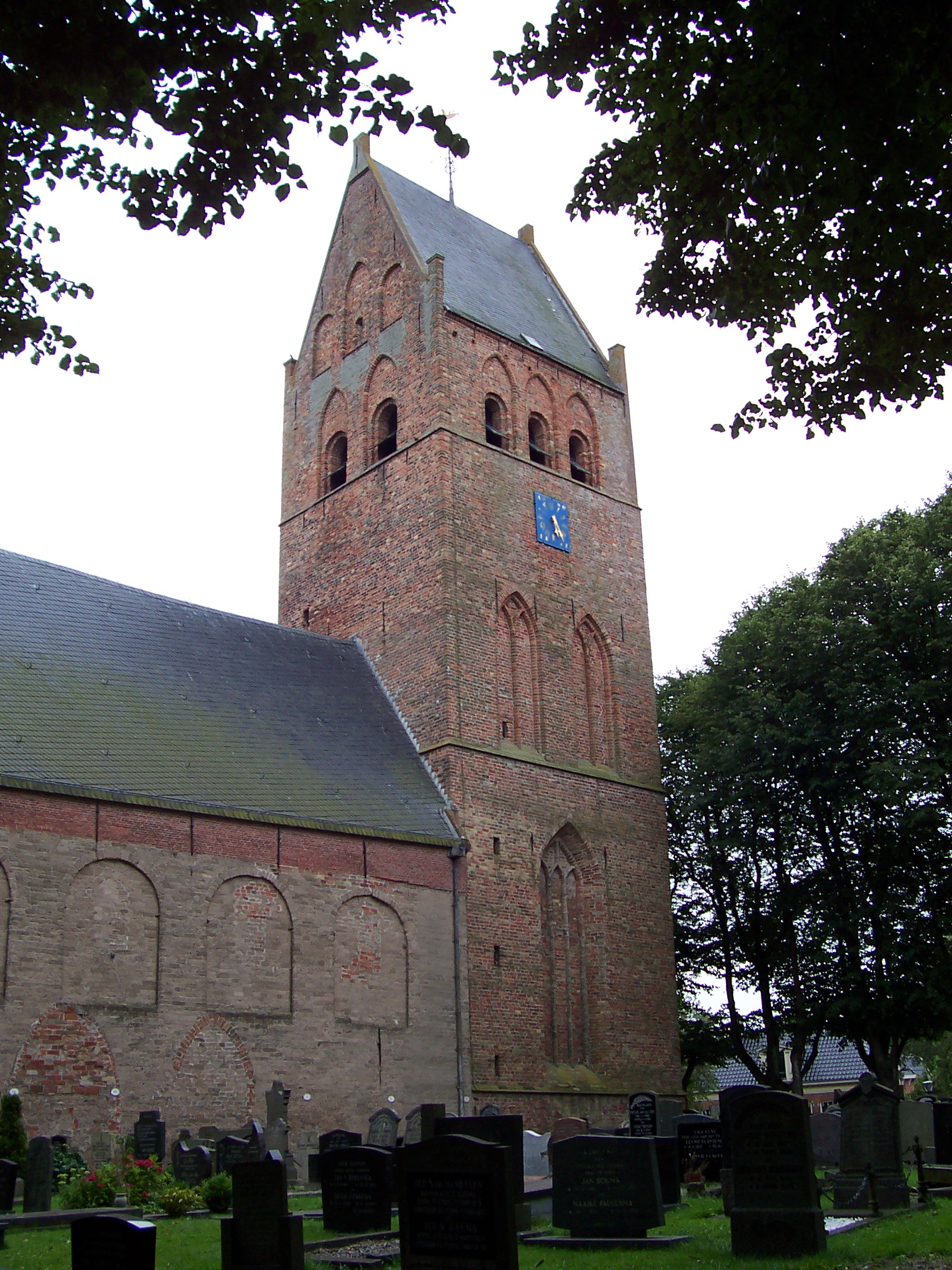
Sint-Vituskerk Stiens
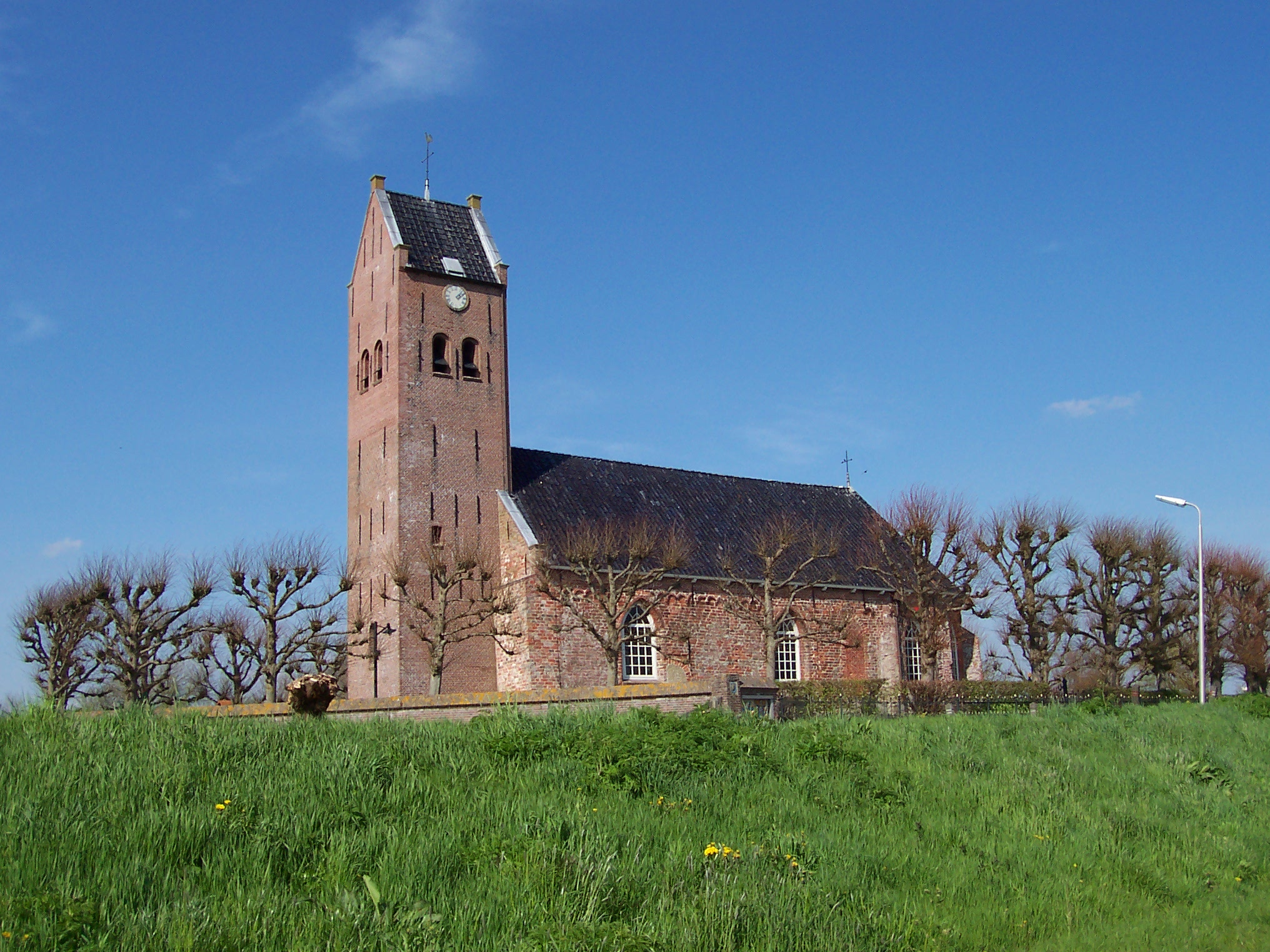
Nicolaaskerk Swichum
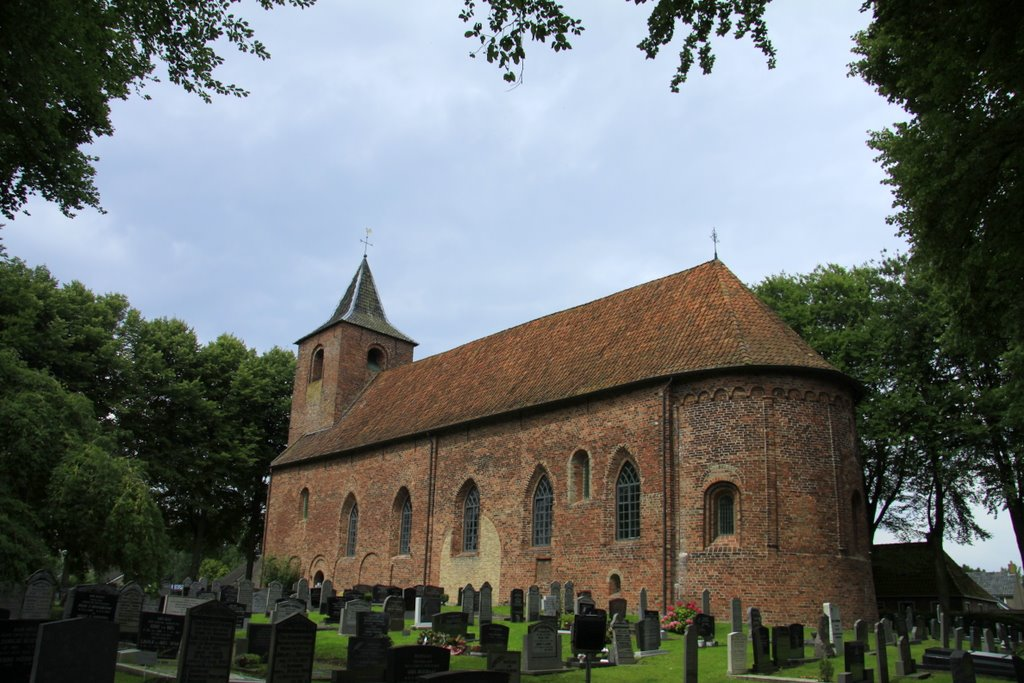
Hervormde kerk (Westergeest)
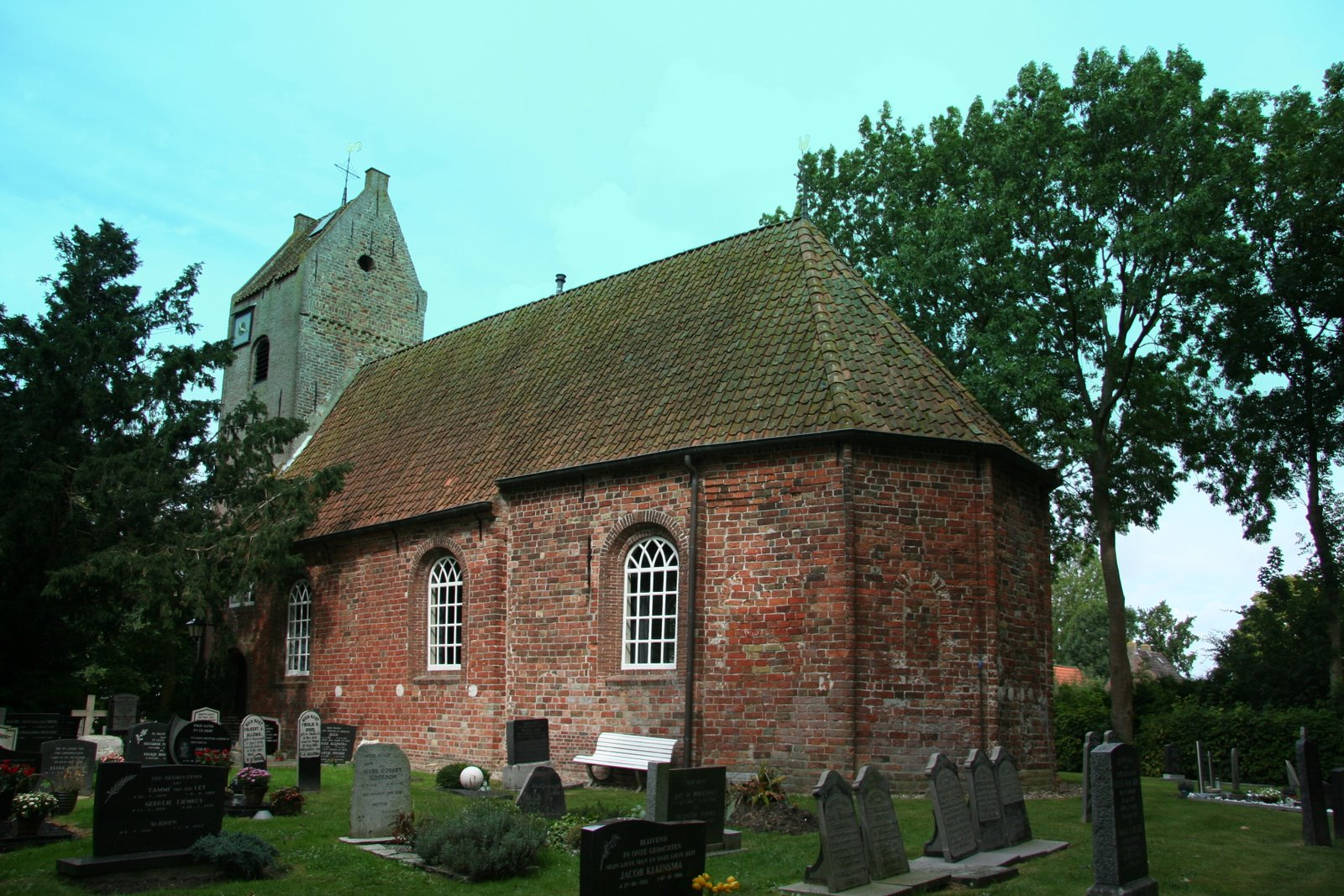
Sint-Vituskerk (Wijns)

Van veel plaatsen in Friesland is bekend wie de patroonheilige was.

## Romanogotiek
Romanogotische kerken staan onder andere in: Bergum, Hantumhuizen en Wirdum.

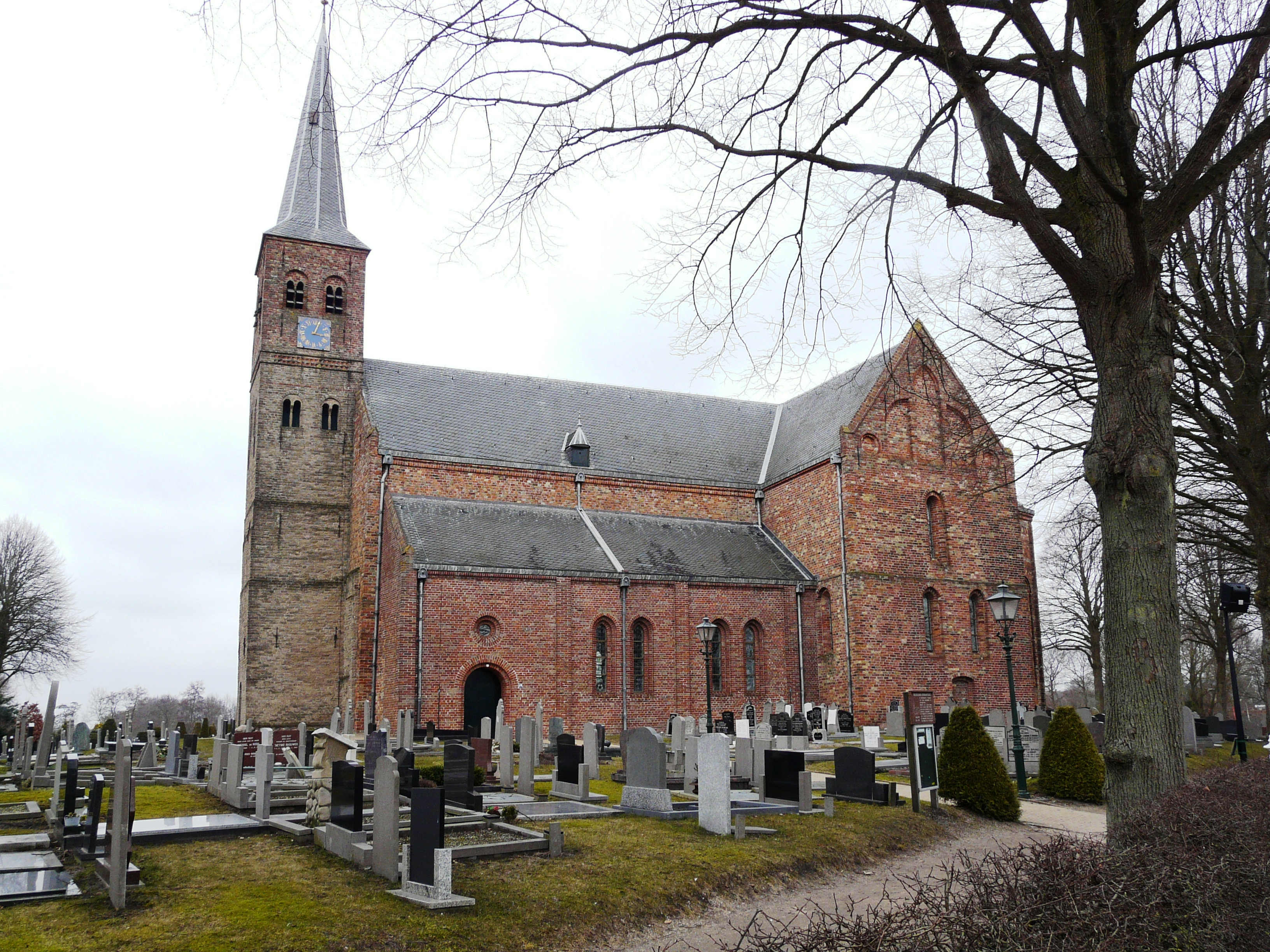
Kruiskerk in Bergum
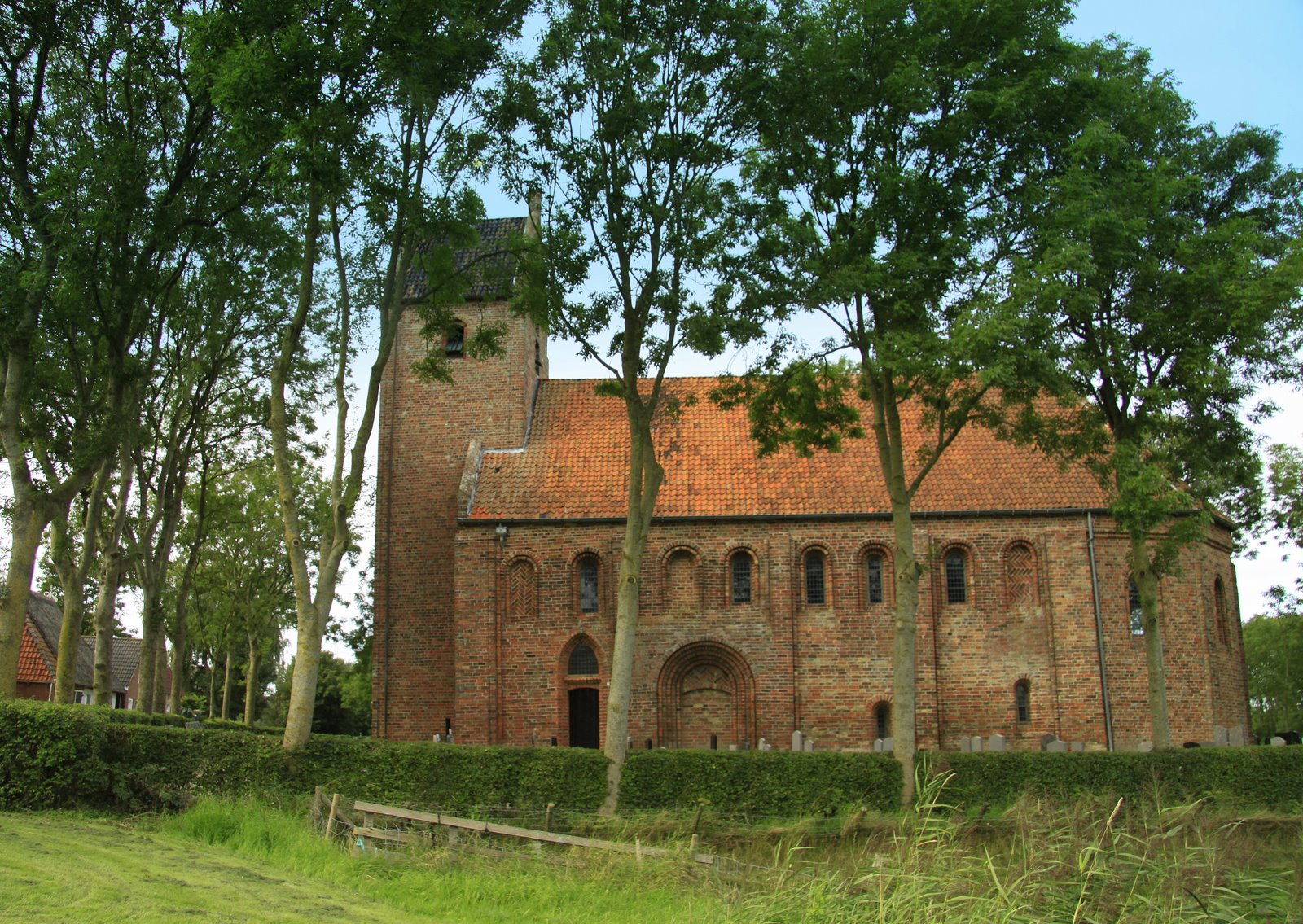
Sint-Annakerk (Hantumhuizen)
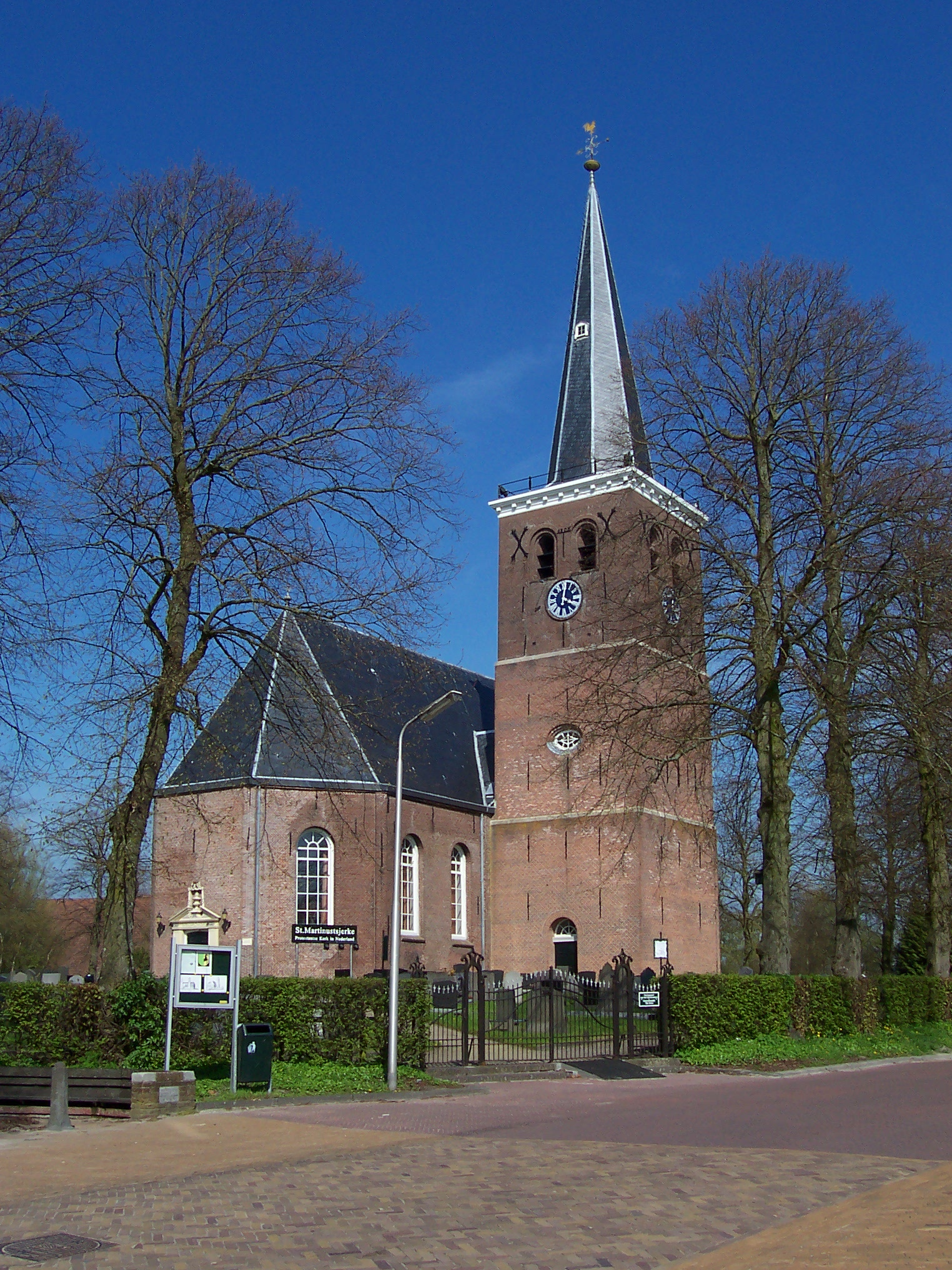
Sint-Martinuskerk Wirdum

## Gotiek
Gotische kerken (13e-15e eeuw) zijn hoger dan romaanse kerken en laten door de grote spitsboogvensters meer licht binnen. De gotiek in Friesland kenmerkt zich bij dorpskerken door het vaak vasthouden aan het eenbeukige schip en de zadeldaktoren uit de romaanse periode. Een dergelijke toren heeft, als enige stadskerk, ook de te Bolsward. Van belang is ook de Oldehove in Leeuwarden, de toren van de verder verdwenen Sint-Vituskerk. 
Gotische kerken in steden zijn te vinden in Bolsward, Franeker, Leeuwarden en Workum.

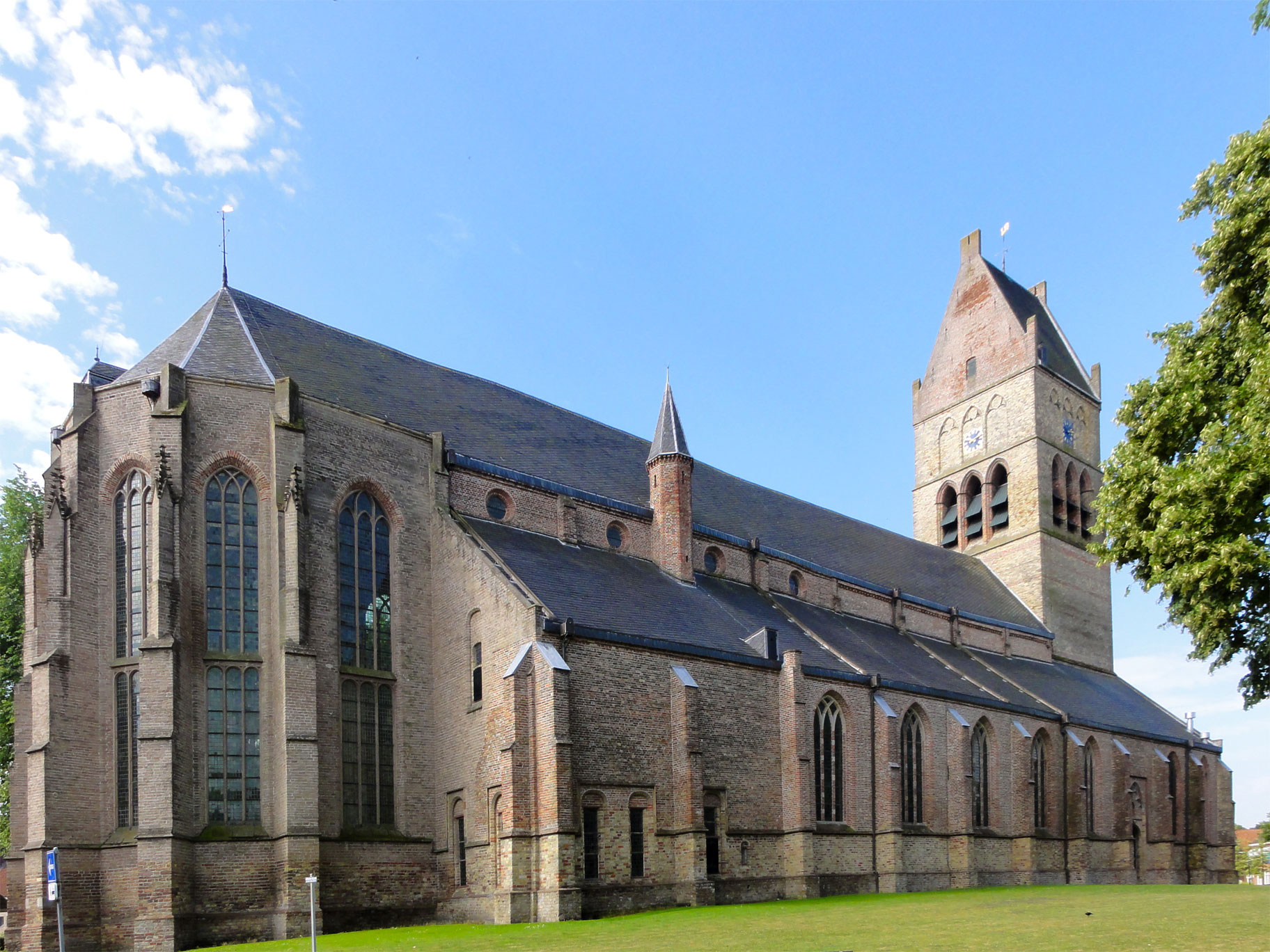
Martinikerk Bolsward
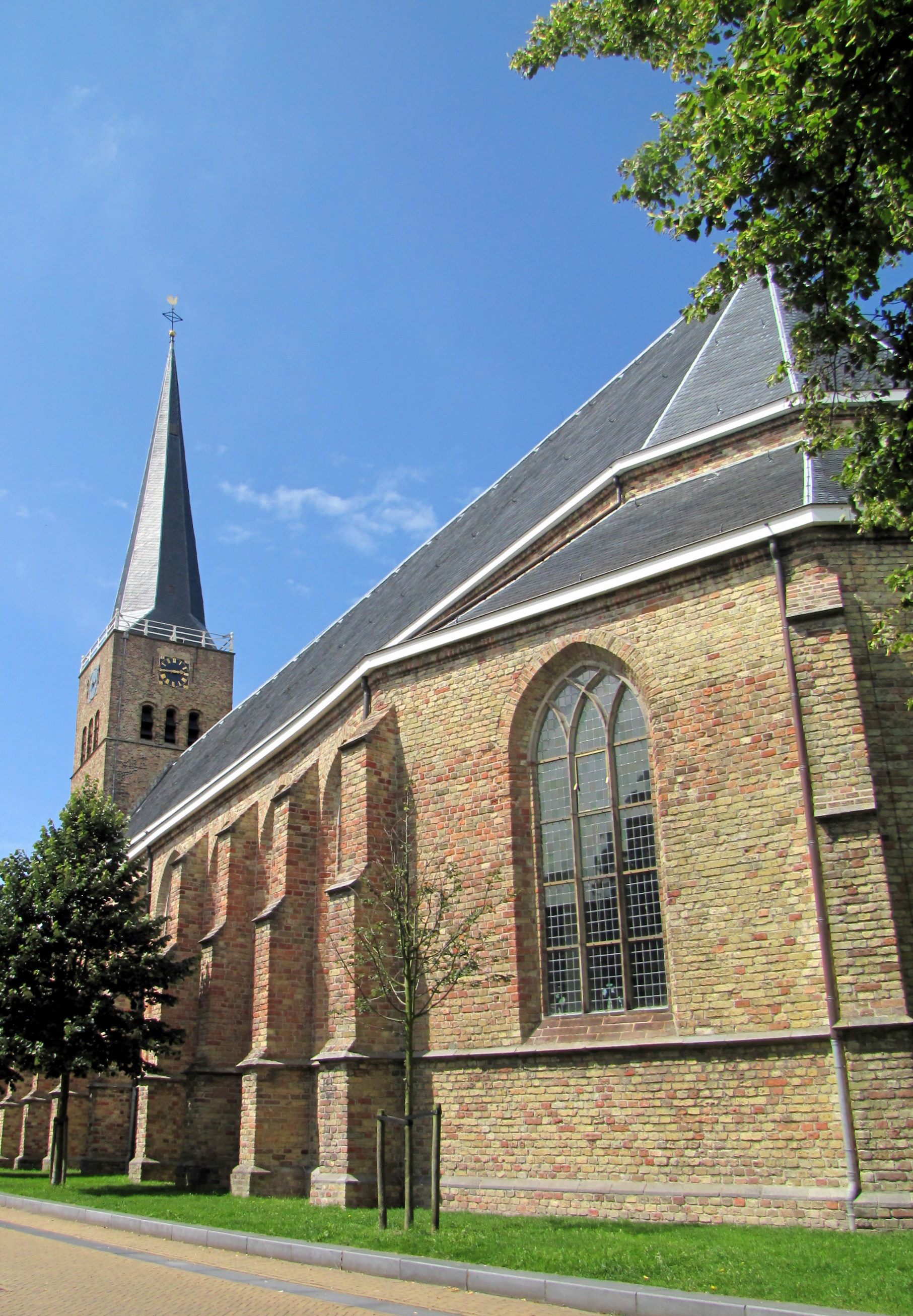
Martinikerk Franeker
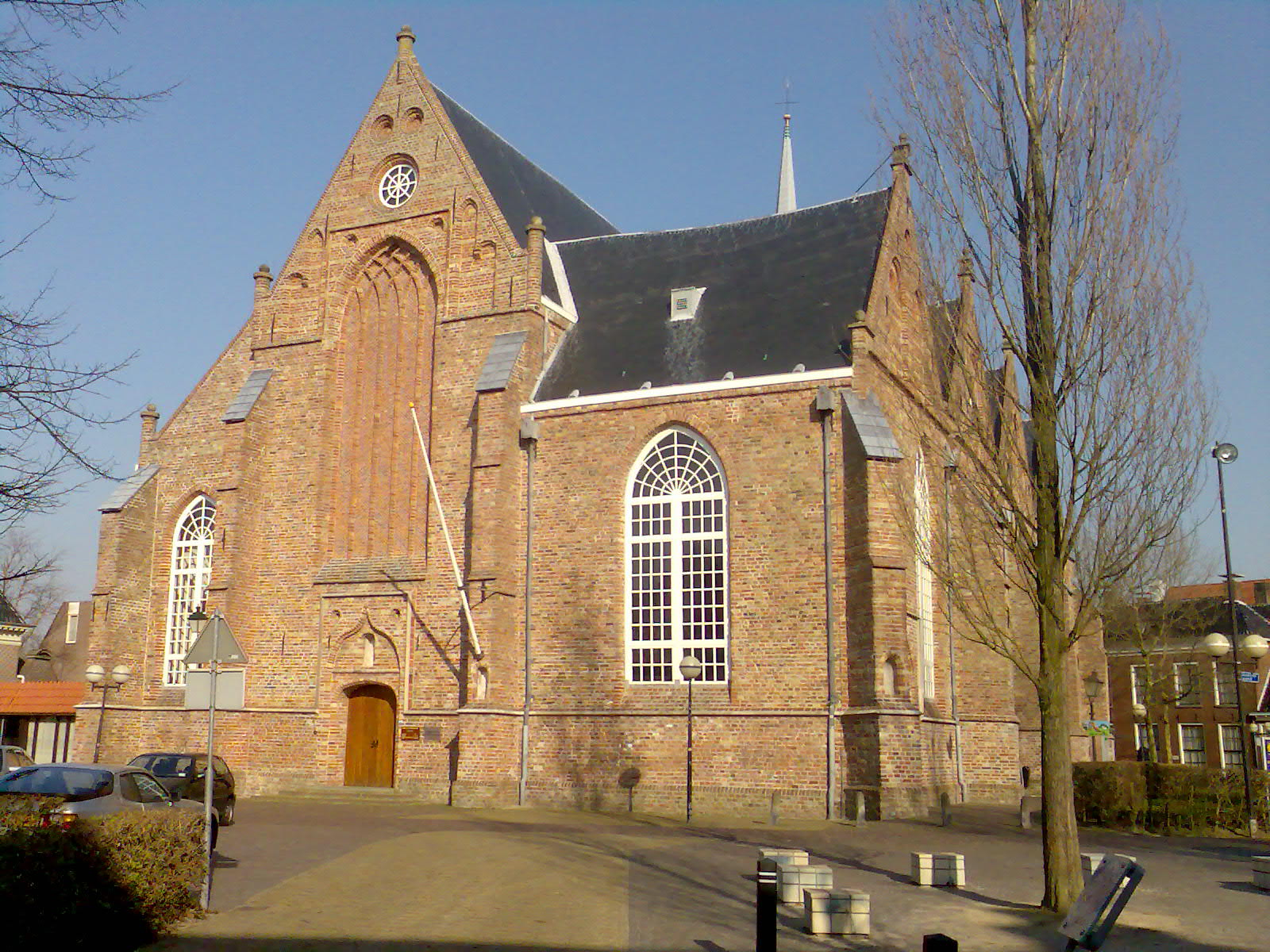
Grote- of Jacobijnerkerk Leeuwarden
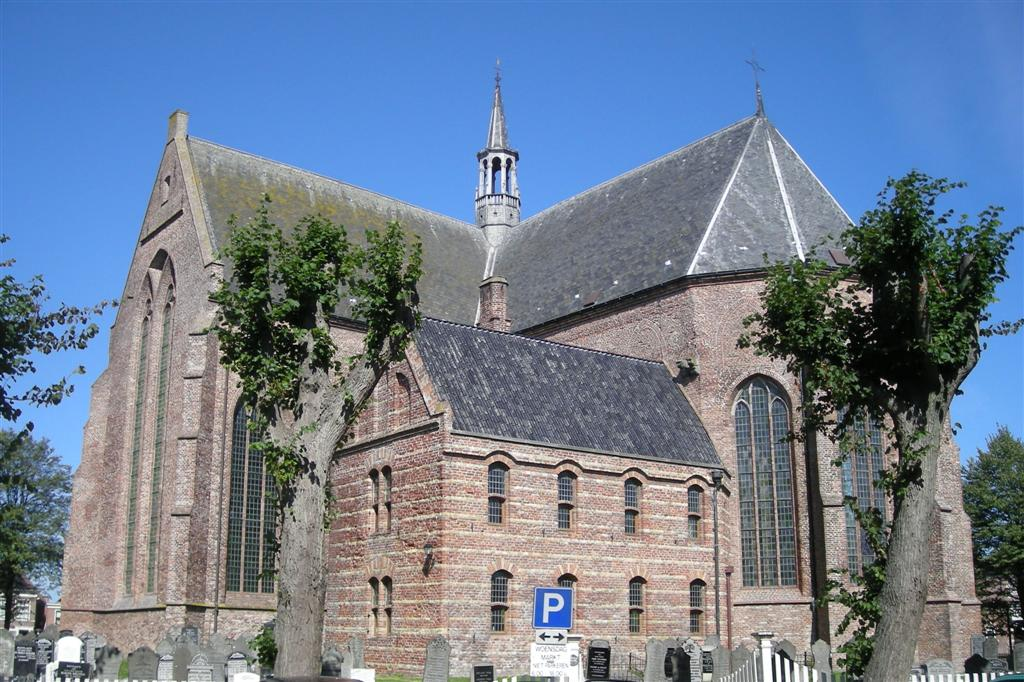
Grote- of Sint-Gertrudiskerk Workum

Gotische dorpskerken zijn onder andere te vinden in Augustinusga, Blessum, Boksum, Ferwerd, Katlijk, Kollum, Minnertsga, Olterterp en Stiens. 

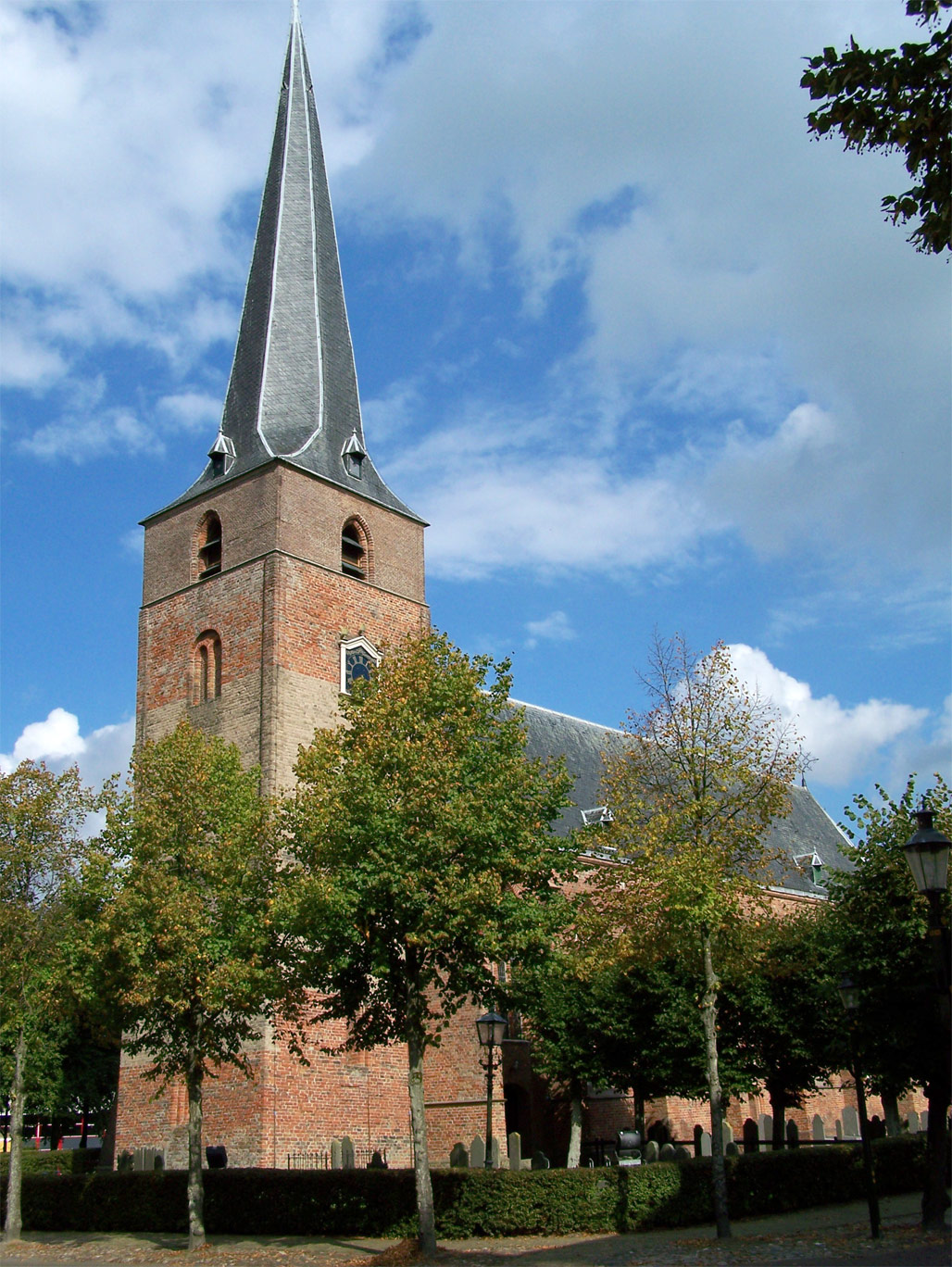
Maartenskerk Kollum
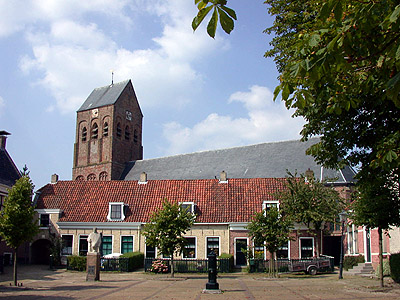
Sint-Martinuskerk Ferwerd
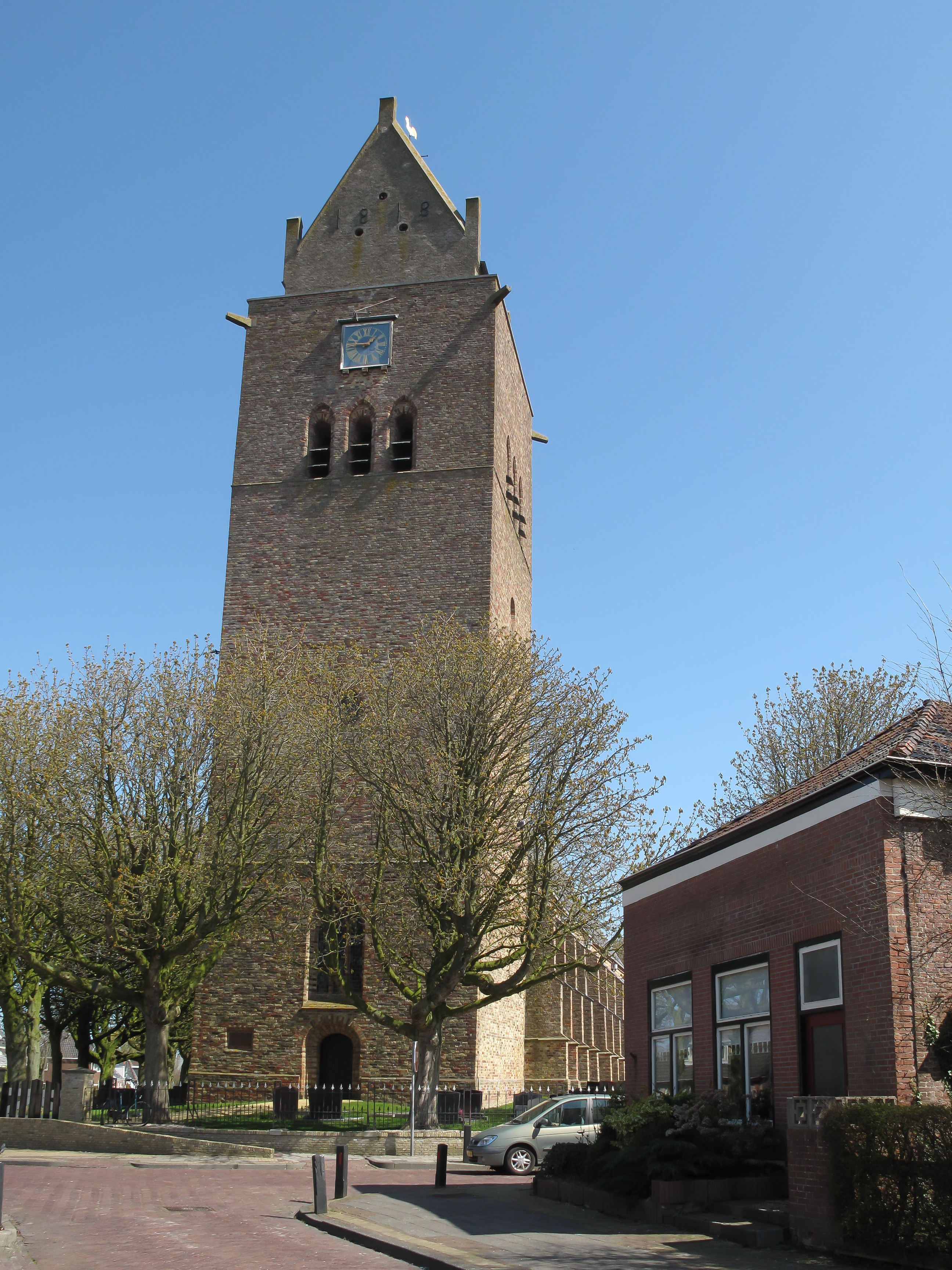
Meinardskerk Minnertsga
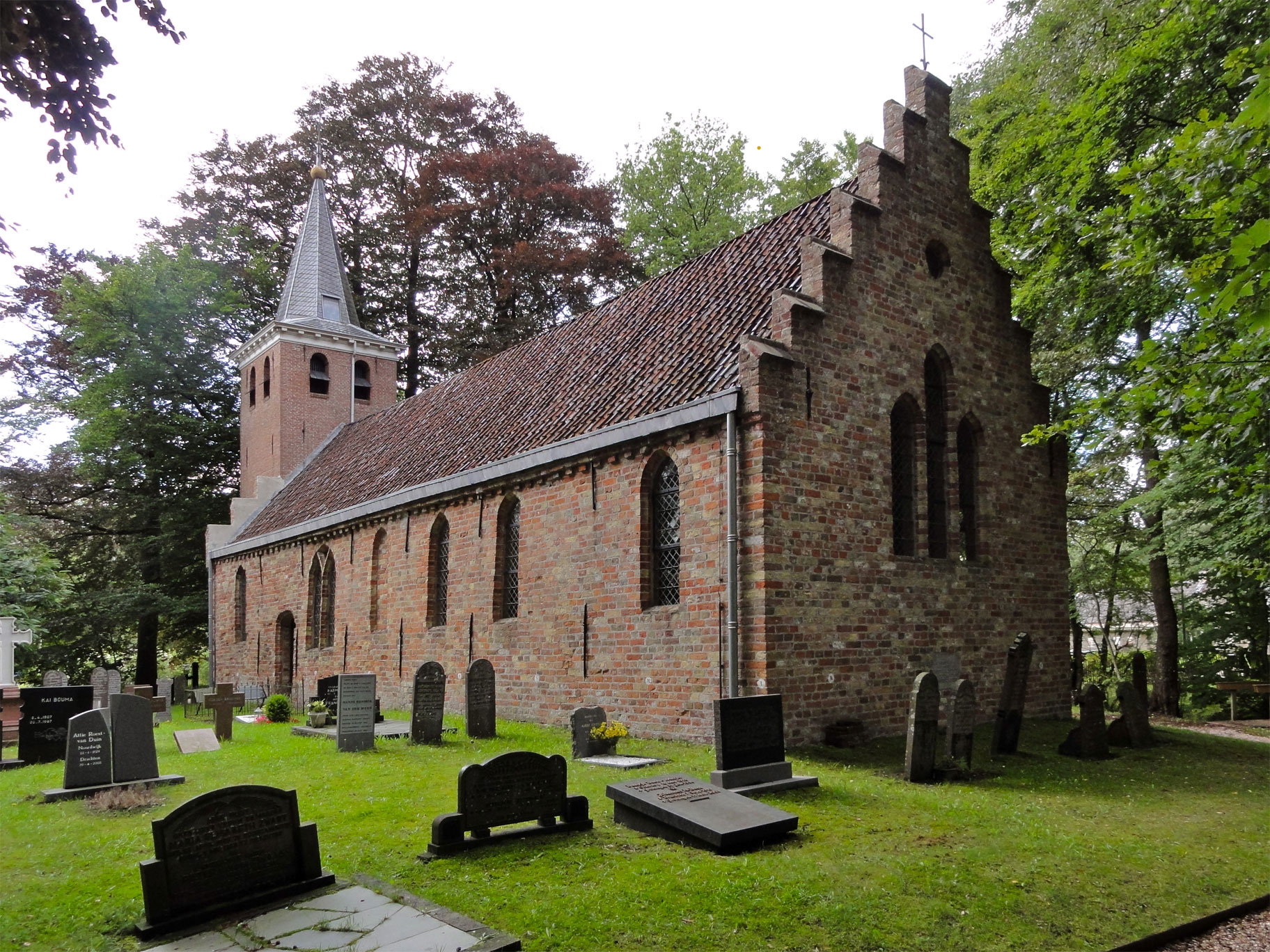
Sint-Hippolytuskerk Olterterp
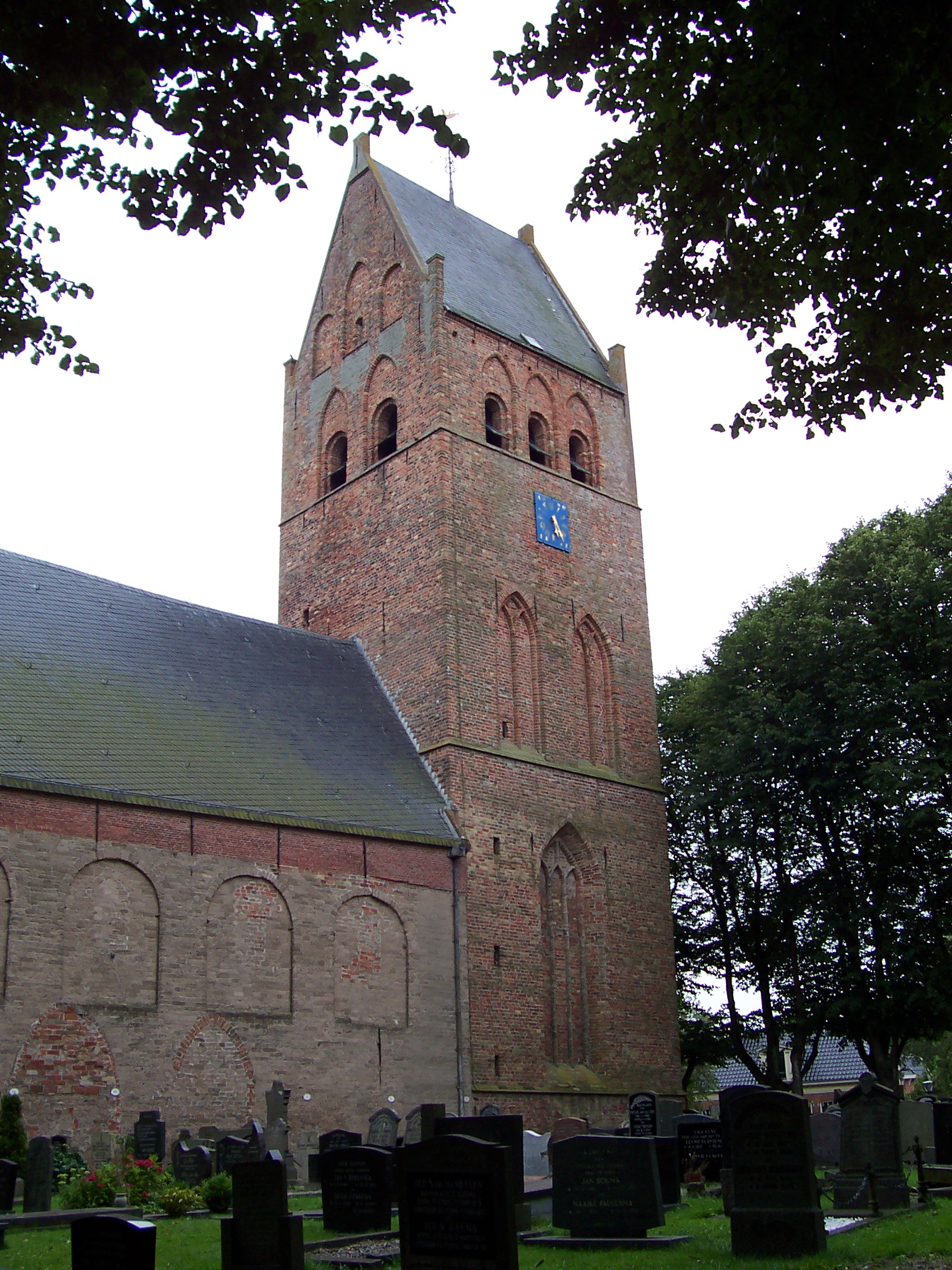
Sint-Vituskerk Stiens

## Kerkelijke bouwstijl in 17e eeuw
Kerken in onder andere classicistische stijl

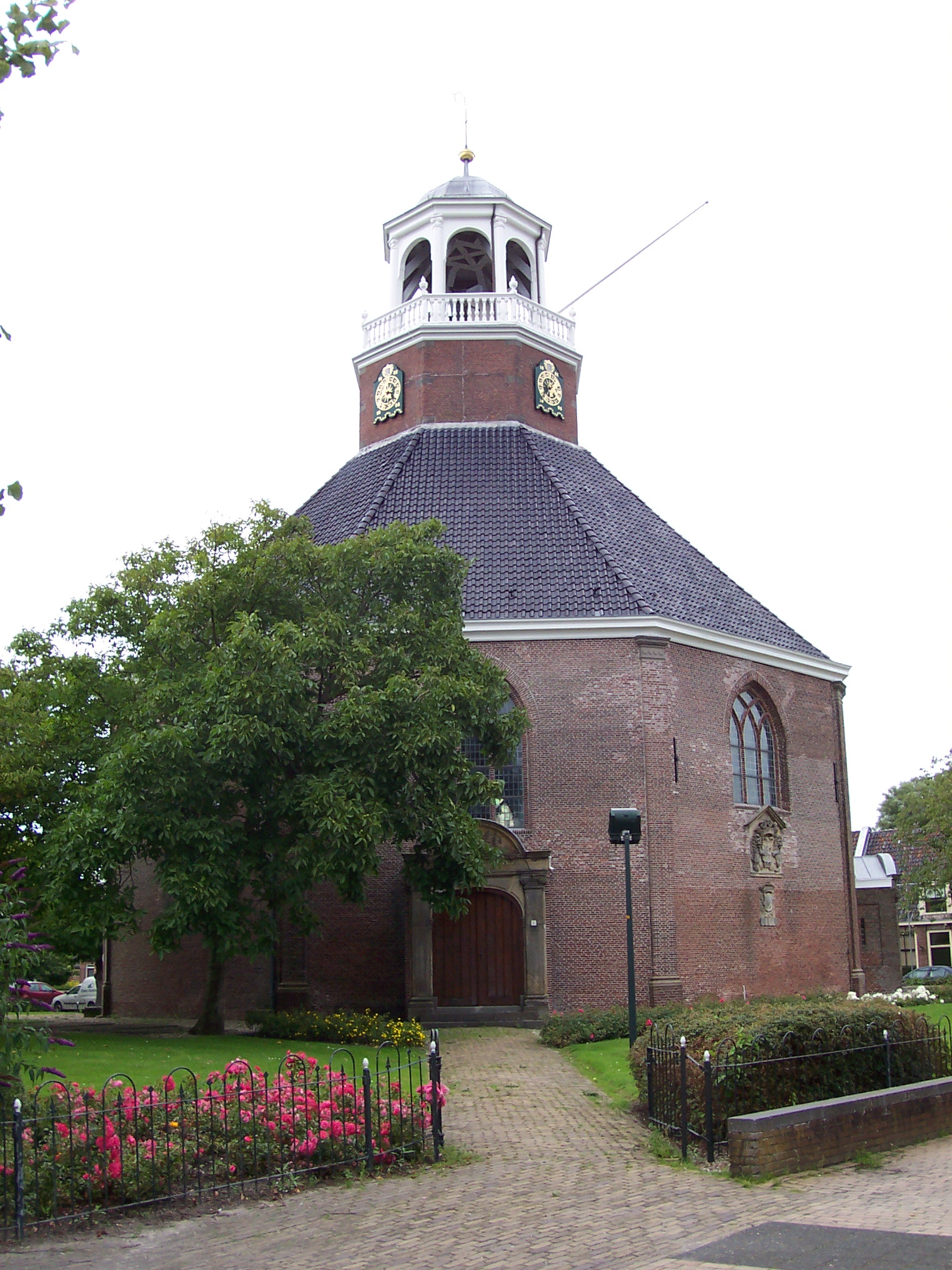
Van Harenskerk in Sint Annaparochie

## Neoclassicisme
Neoclassistische kerken uit de 18e en de eerste helft van de 19e eeuw. Kerken onder meer in de plaatsen Terband, Sint Jacobiparochie (beide van architect Thomas Adrianus Romein), en Oosterzee-Buren.

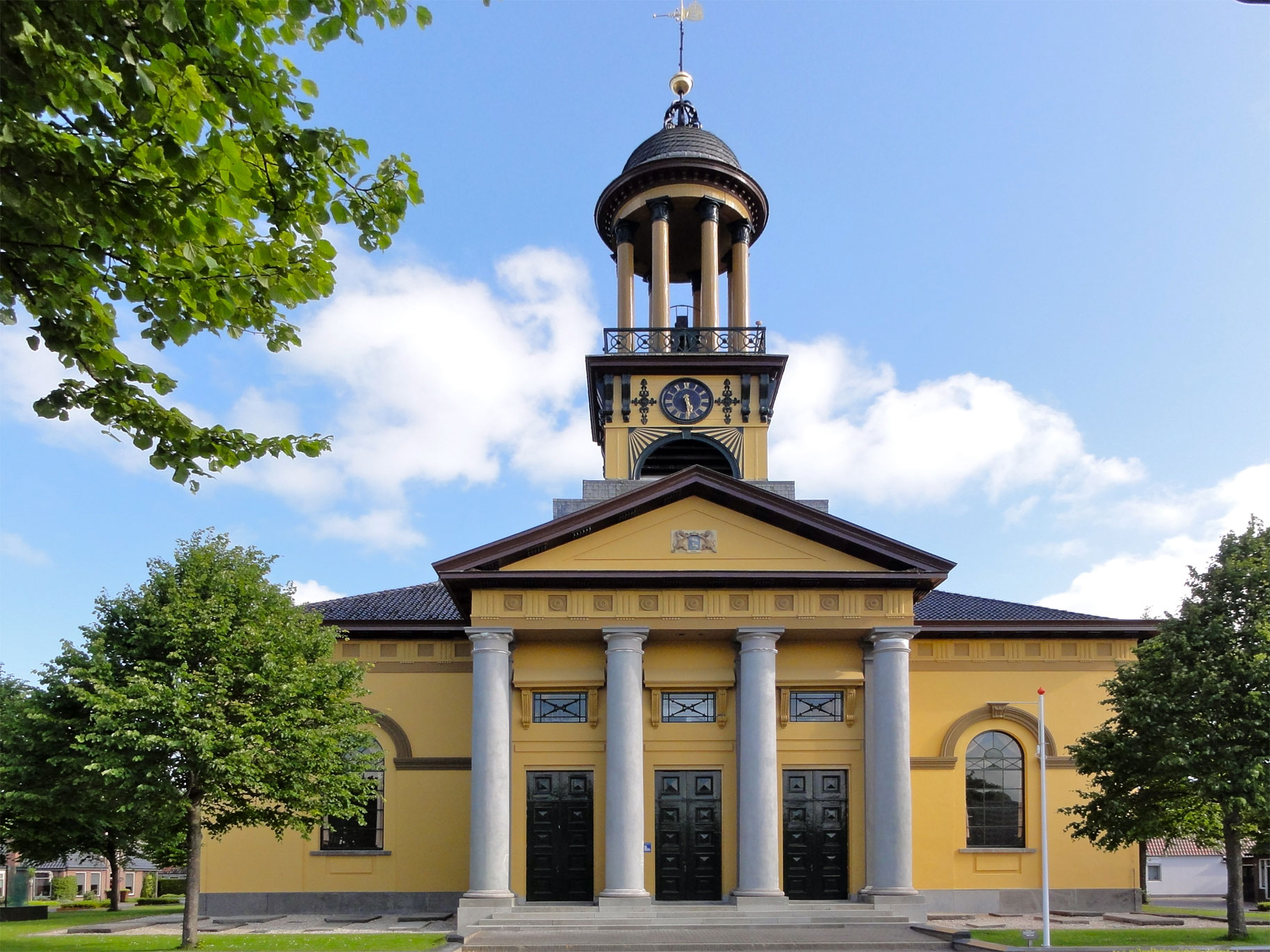
Groate Kerk in Sint Jacobiparochie
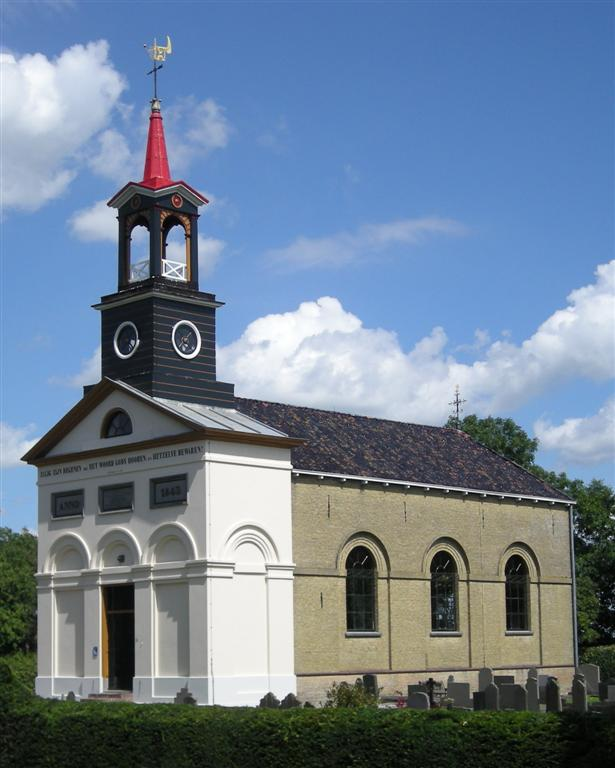
Rotondekerk in Terband
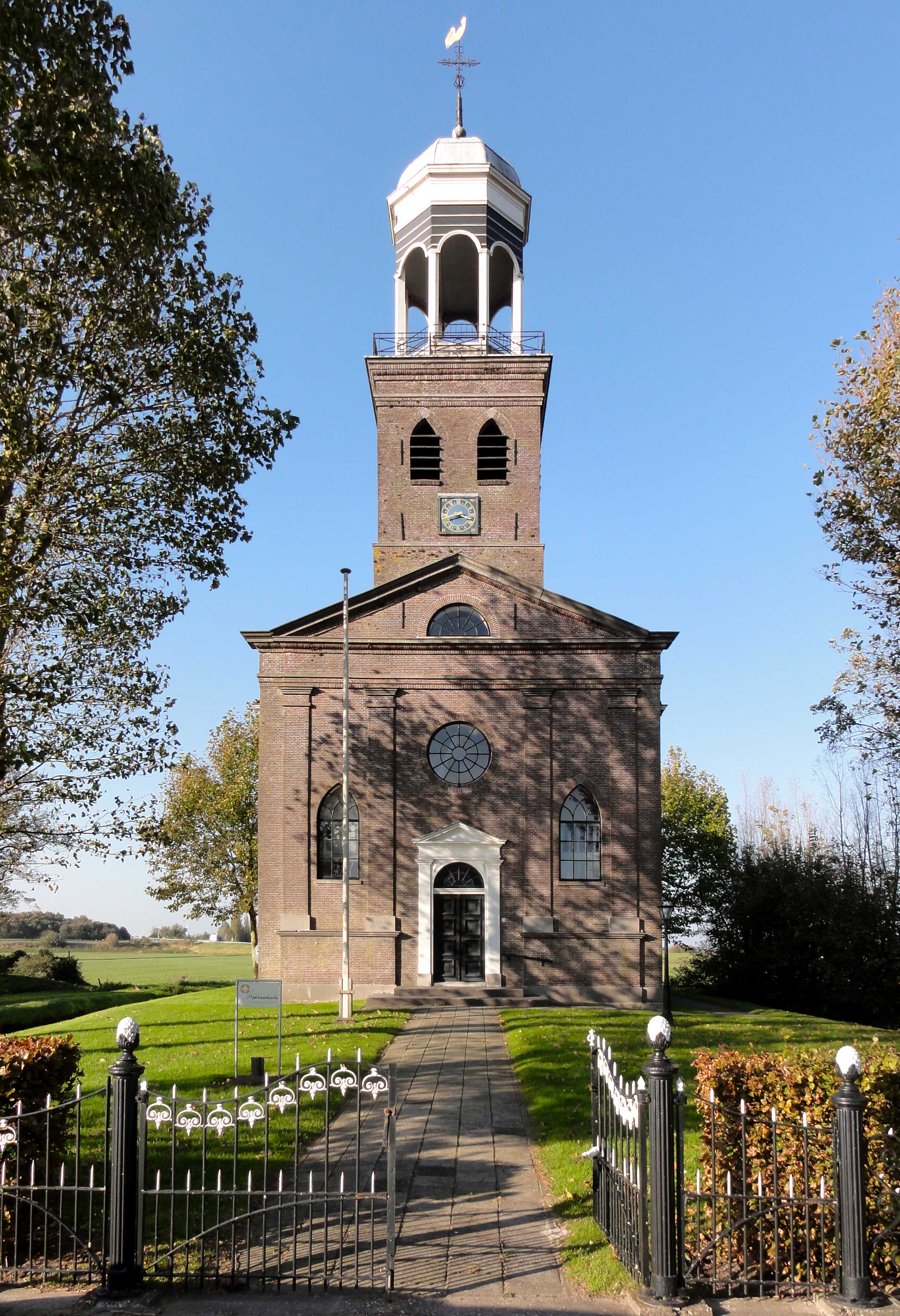
Hervormde kerk (Oosterzee)
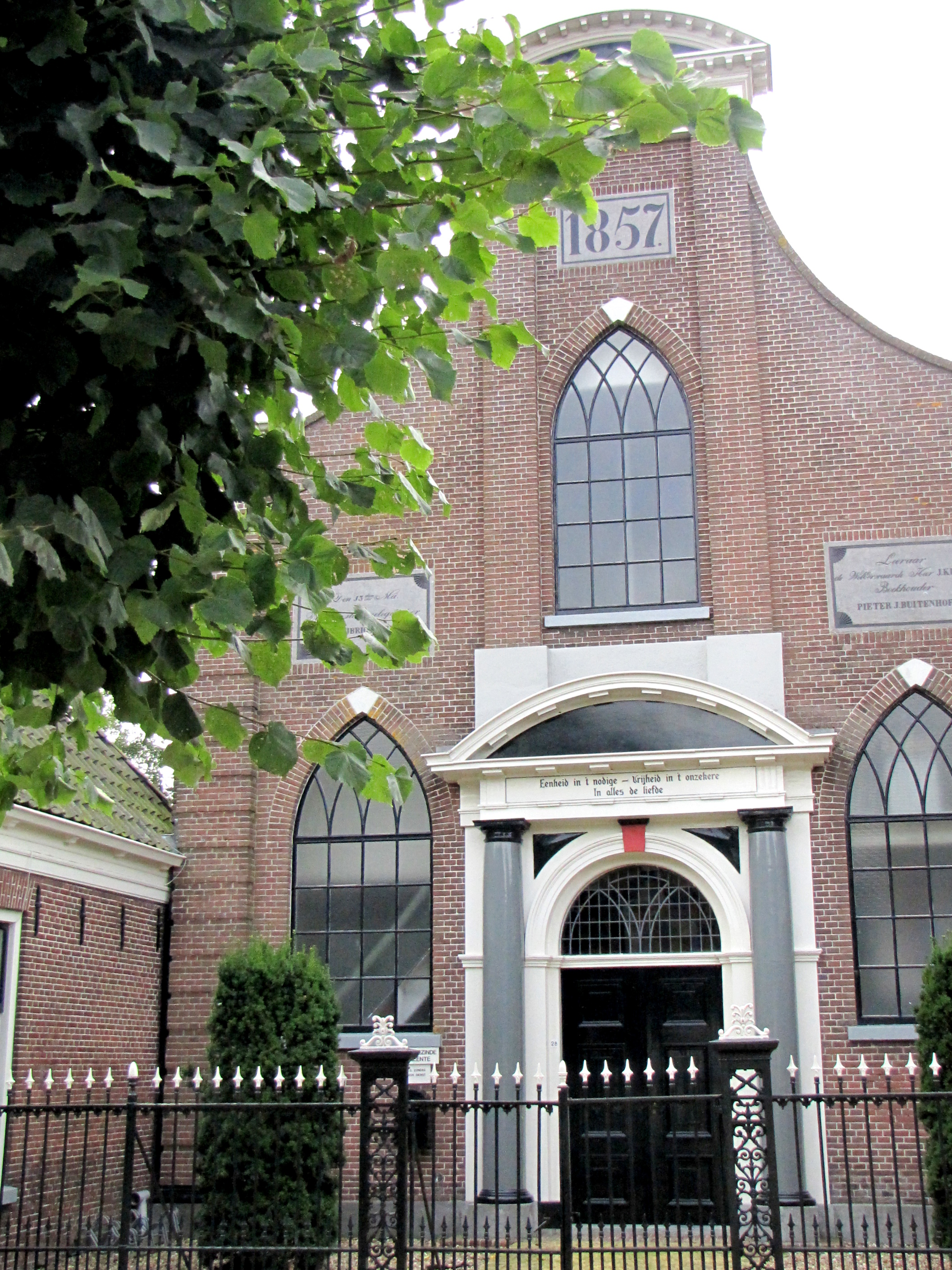
Doopsgezinde kerk (IJlst)
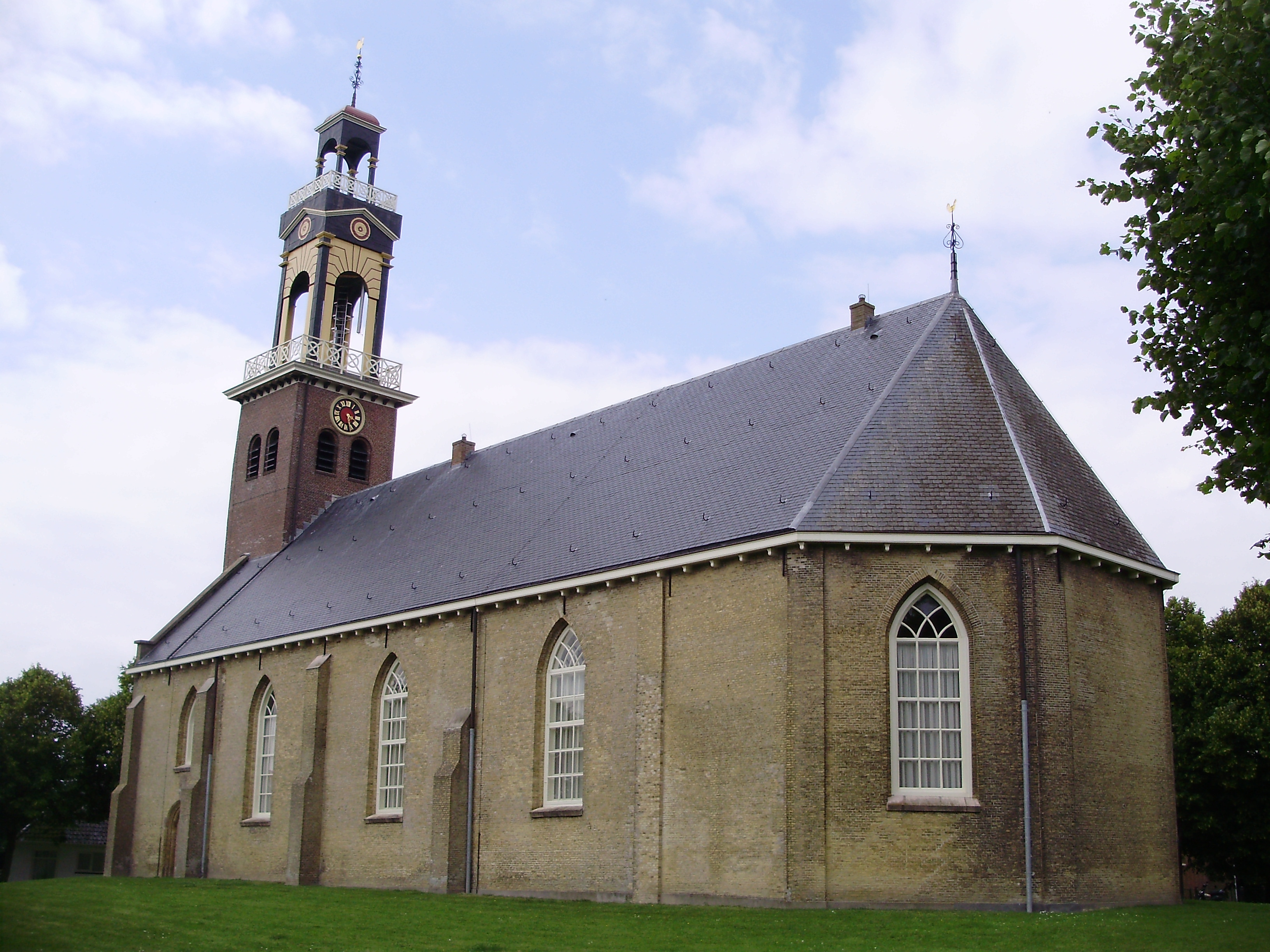
Hervormde kerk (Arum)

## Neogotiek
Neogotische kerken uit de tweede helft van de negentiende en begin twintigste eeuw.

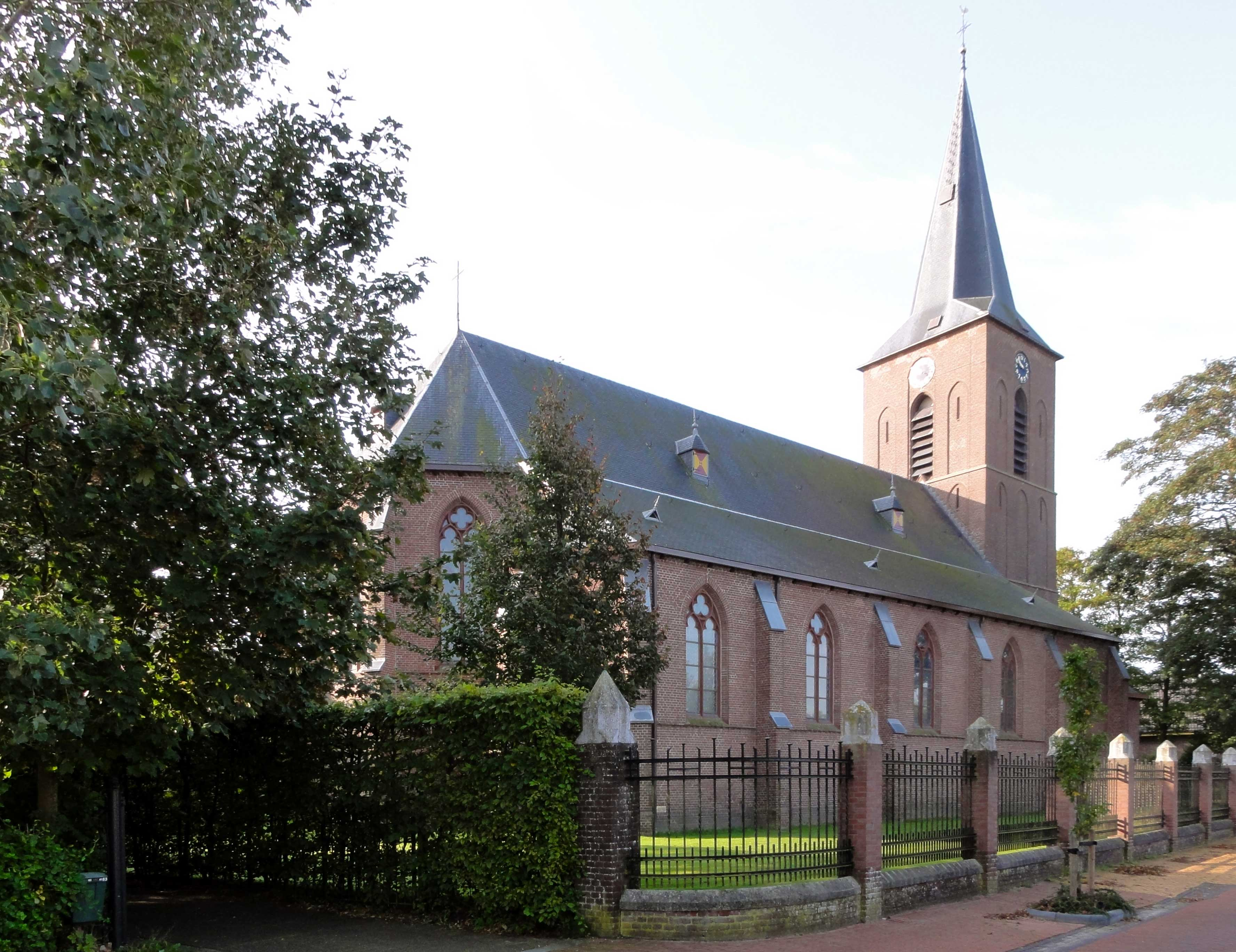
Sint-Odulphuskerk (Bakhuizen)
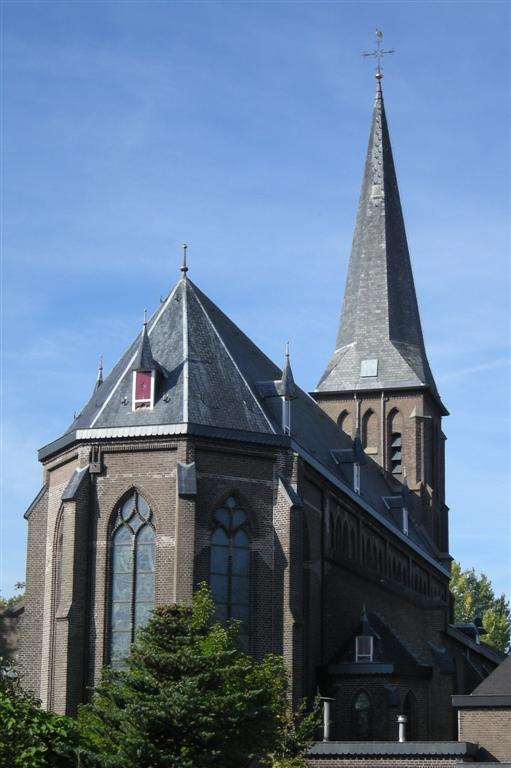
Sint-Ludgeruskerk (Balk)
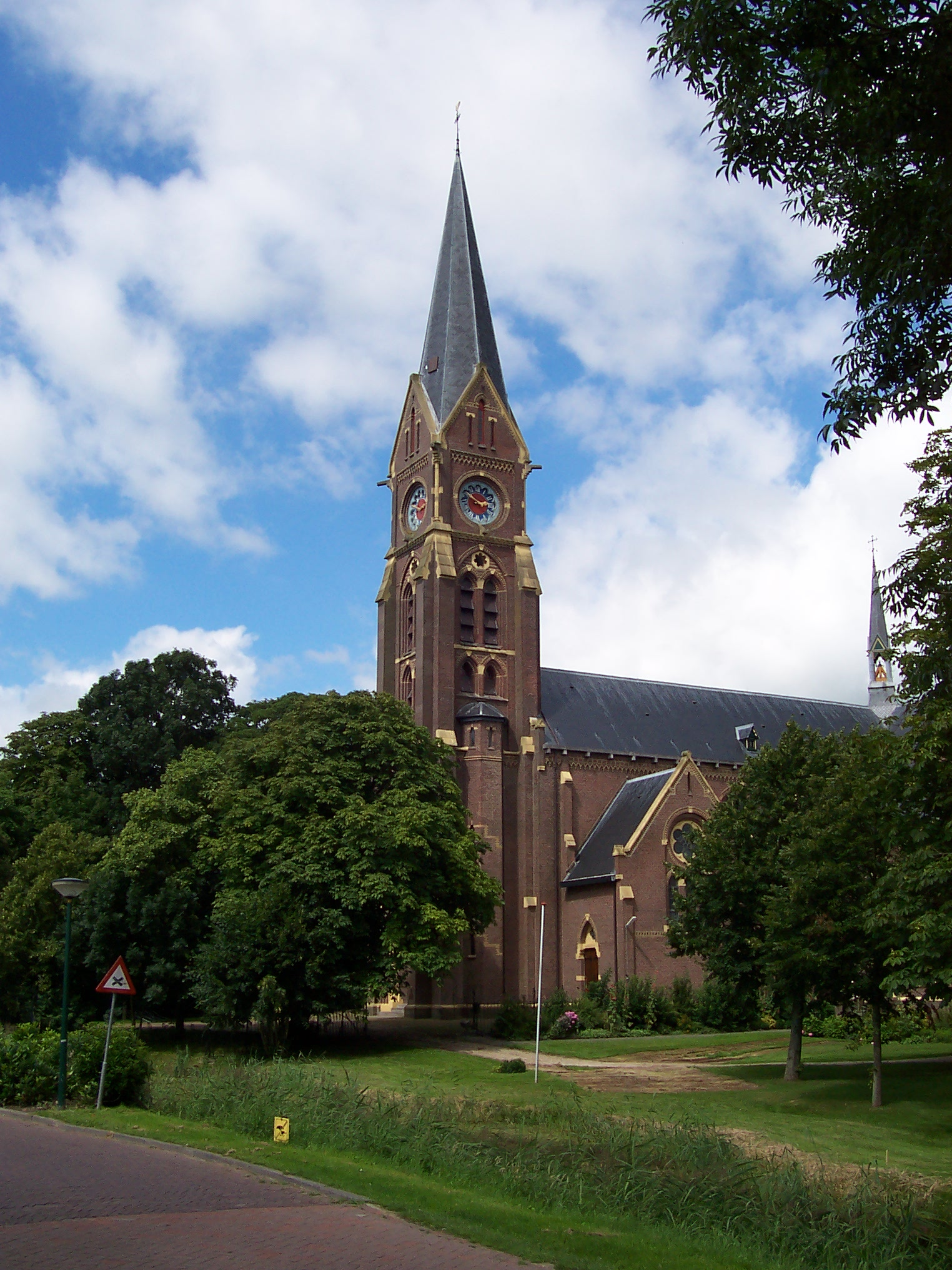
Sint-Vituskerk (Blauwhuis)
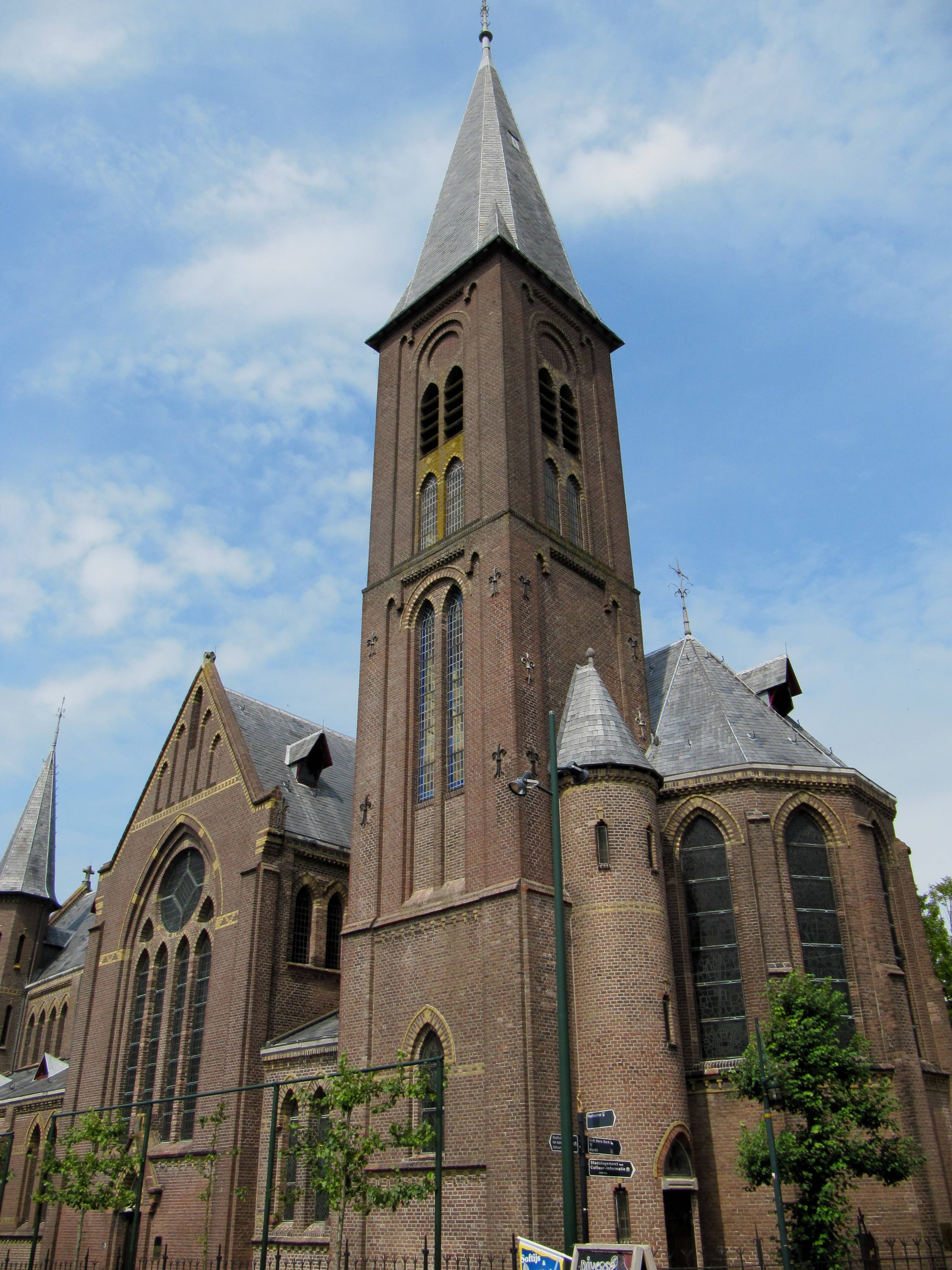
Sint-Bonifatiuskerk (Dokkum)
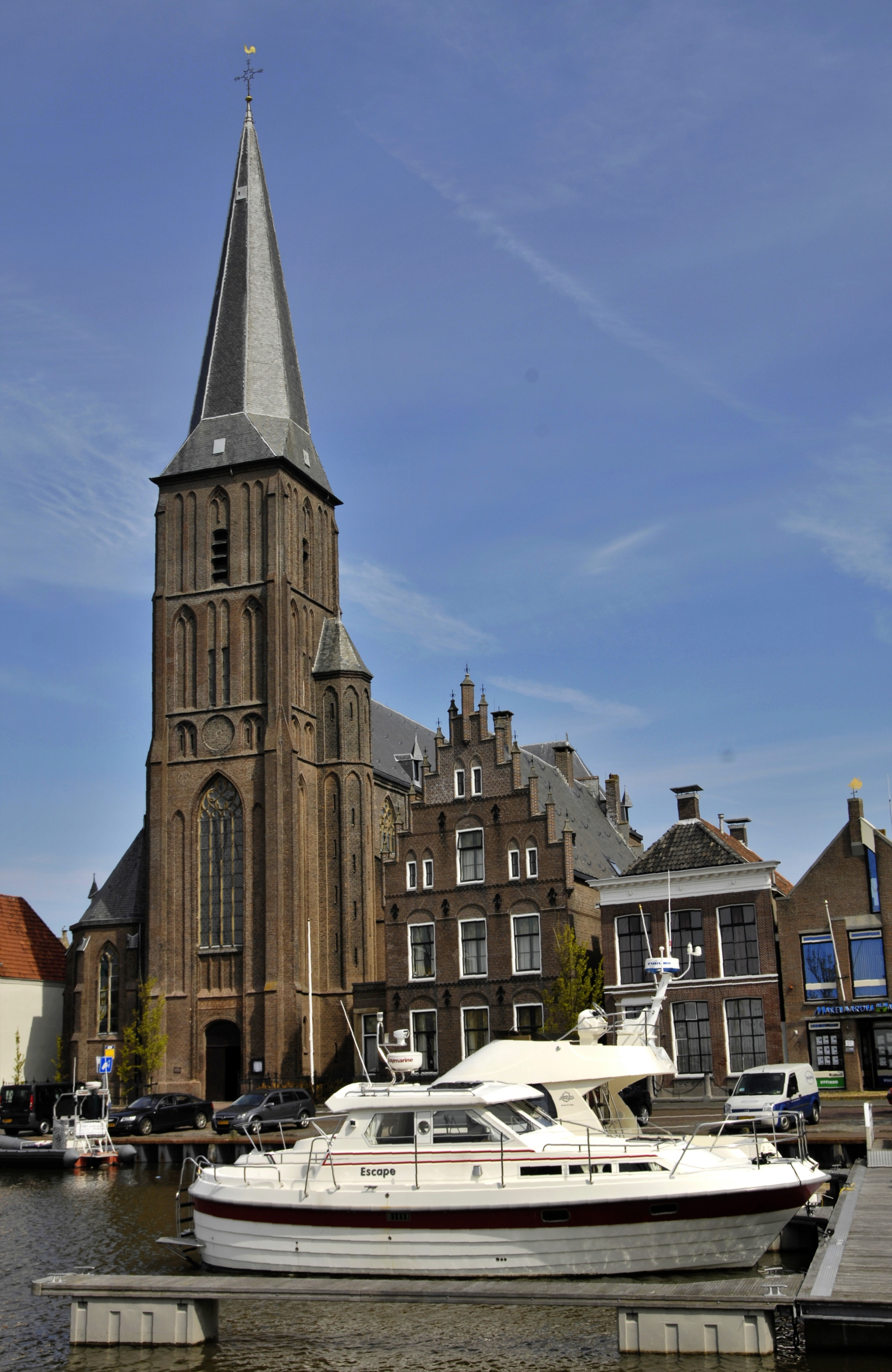
Sint-Michaëlkerk (Harlingen)
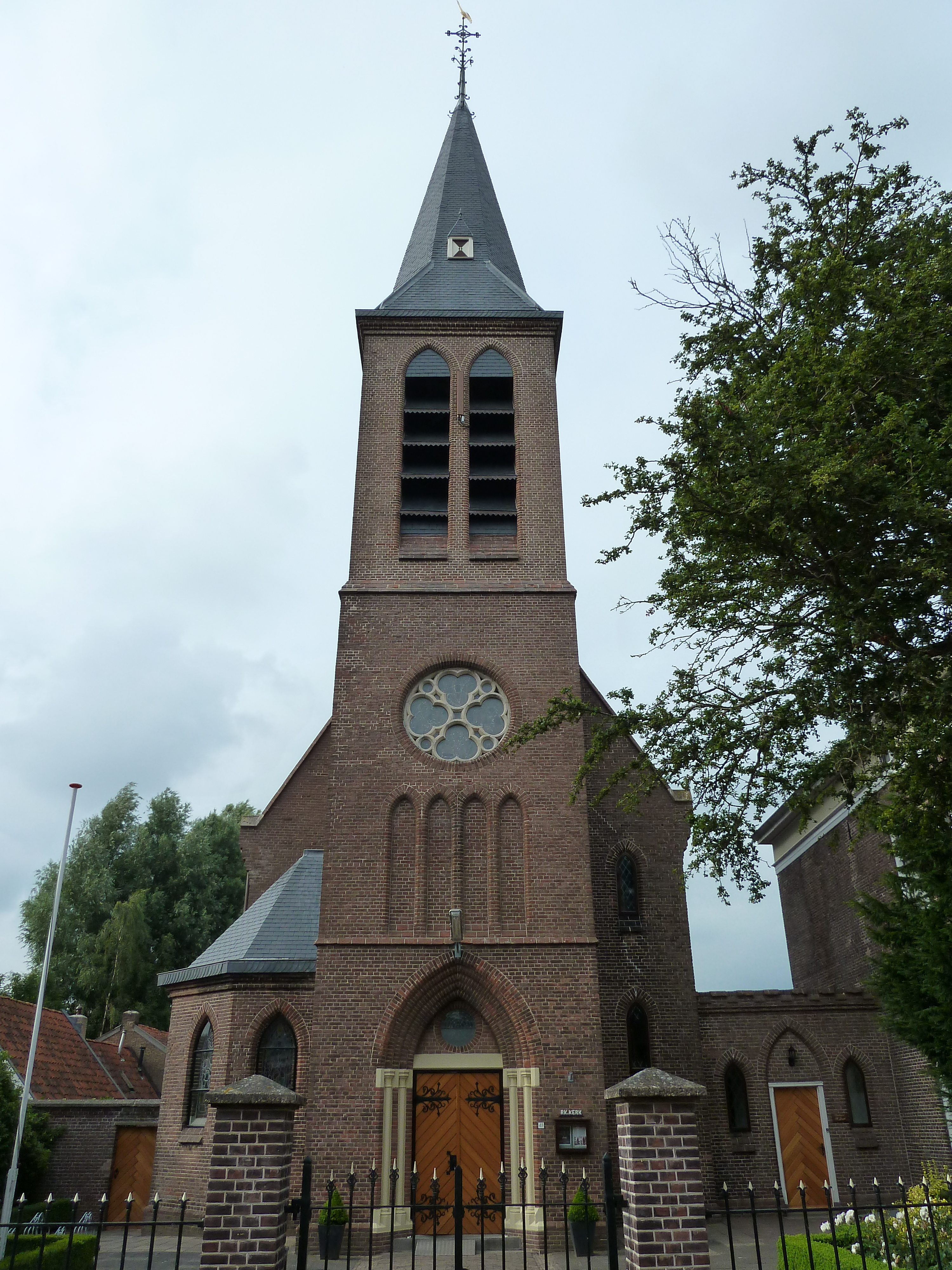
Sint-Jozefkerk (Heeg)
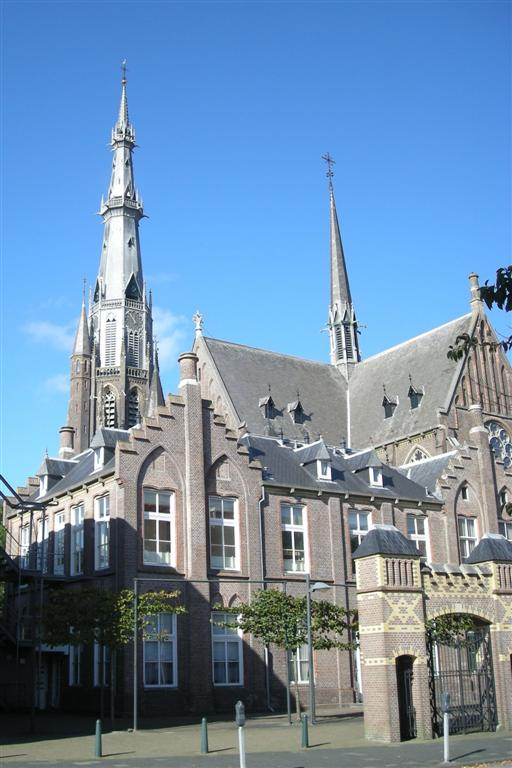
Sint-Bonifatiuskerk (Leeuwarden)
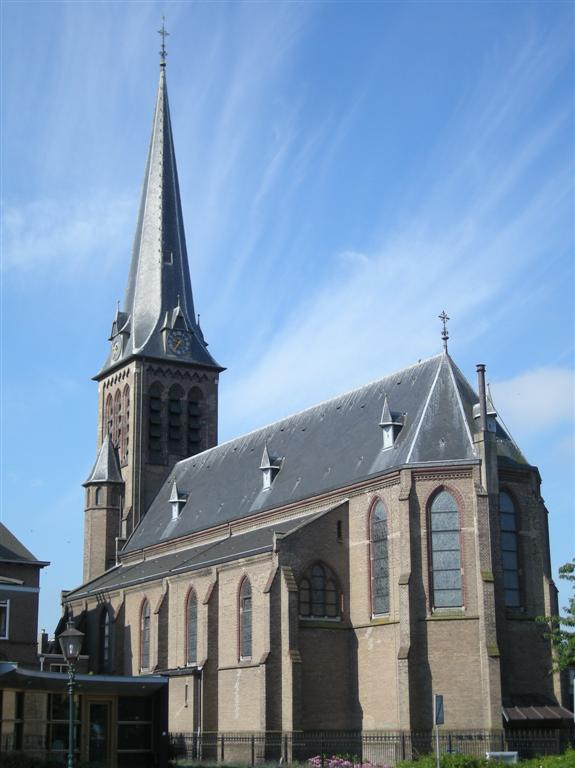
Sint-Willibrorduskerk (Lemmer)
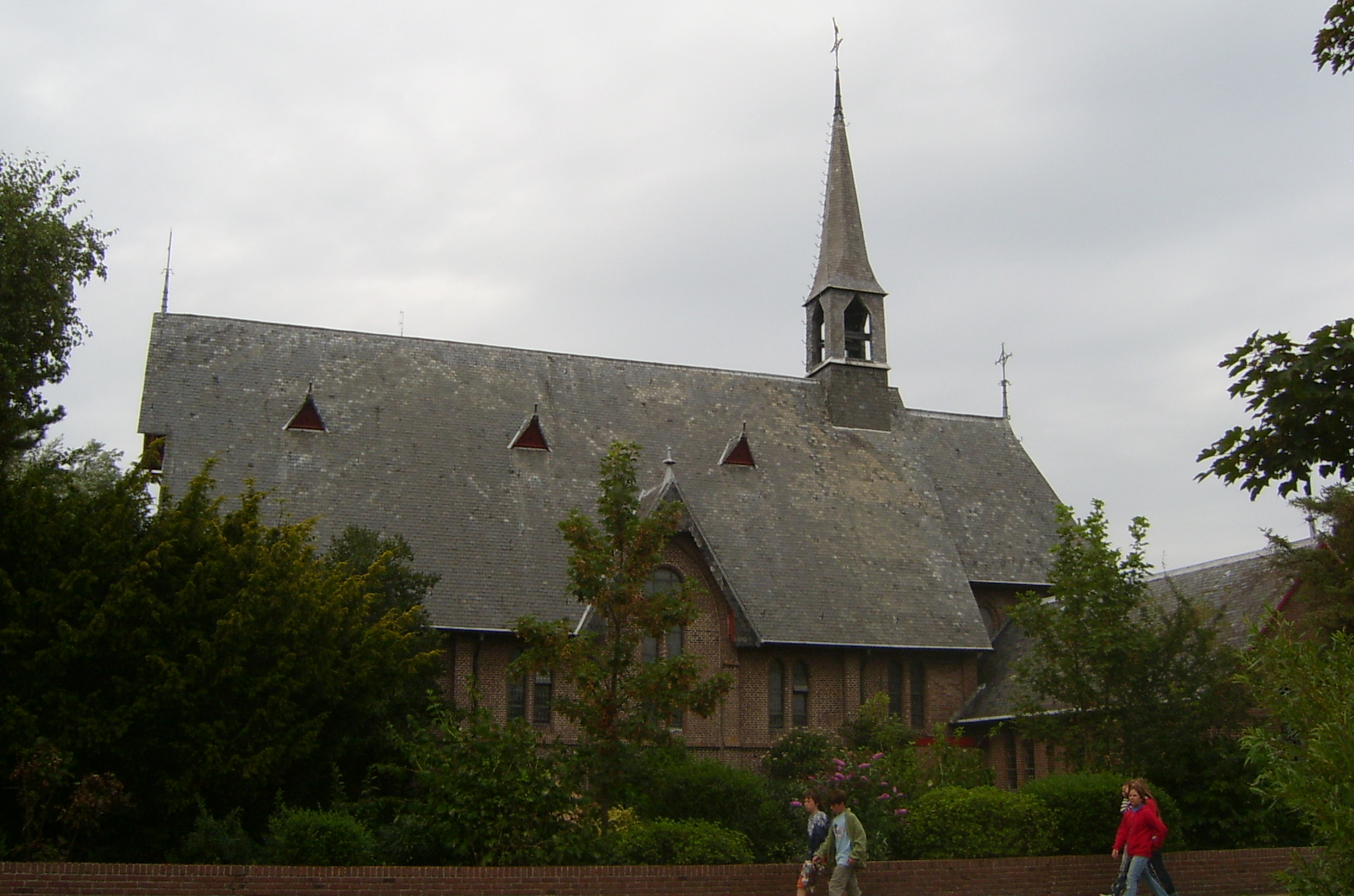
Sint-Clemenskerk (Nes)
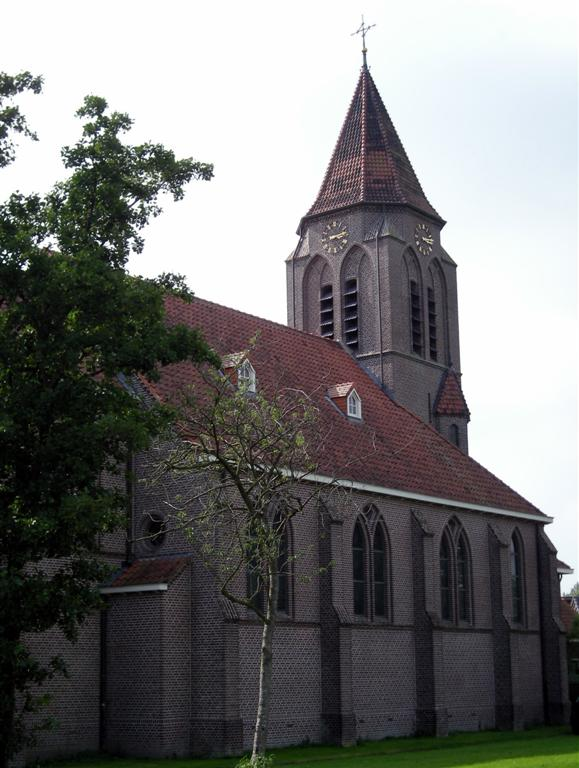
Sint-Wirokerk (Oosterwierum)
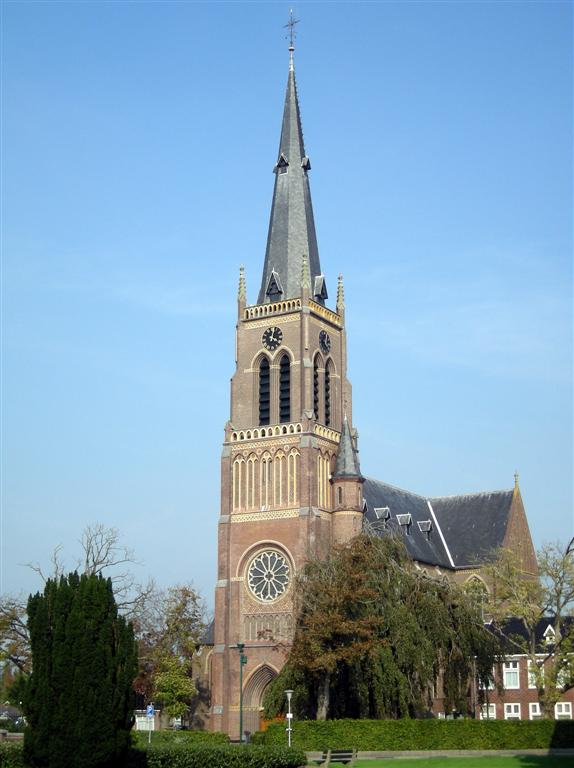
Sint-Nicolaaskerk (Sint Nicolaasga)
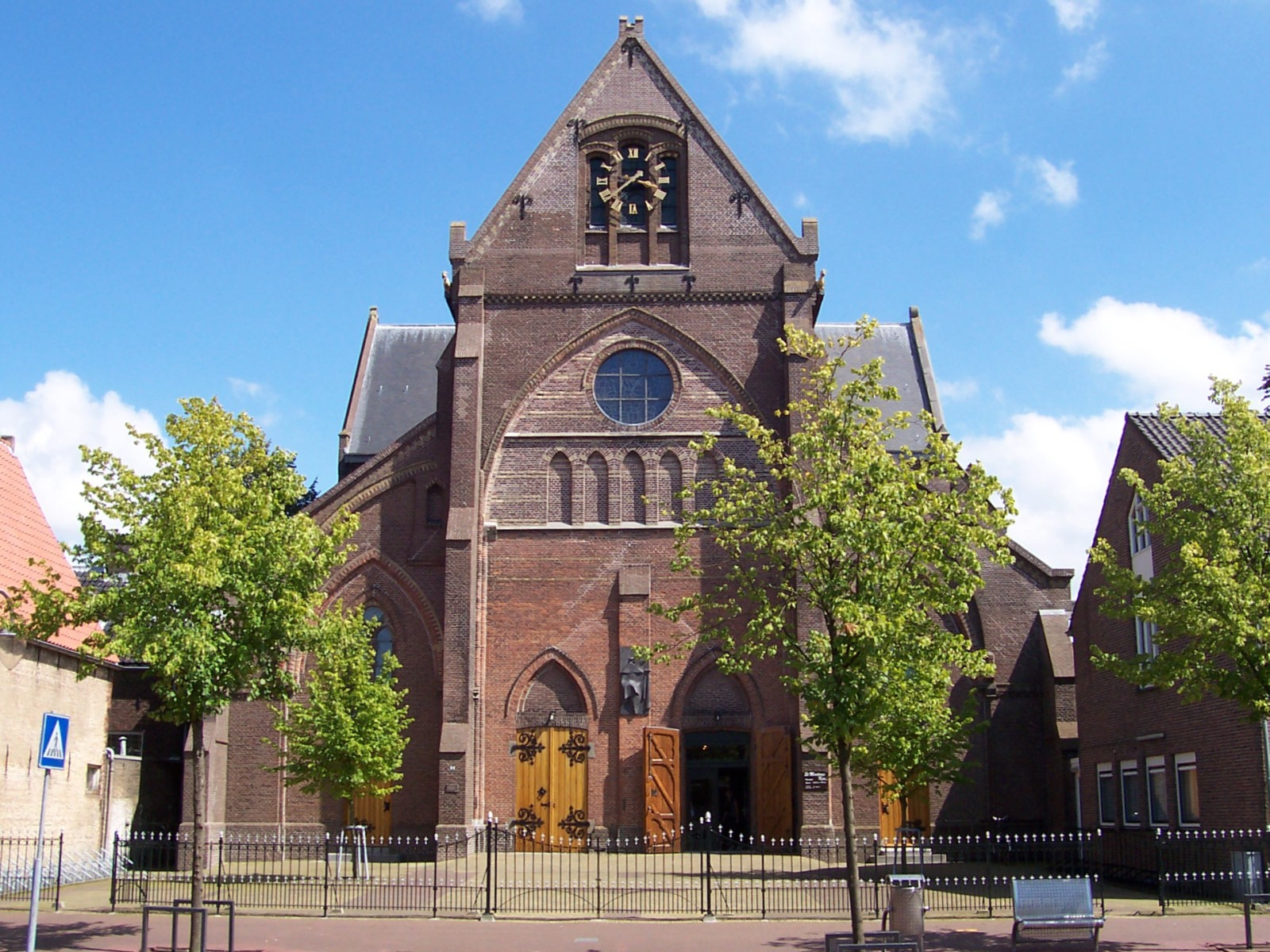
Sint-Martinuskerk (Sneek)
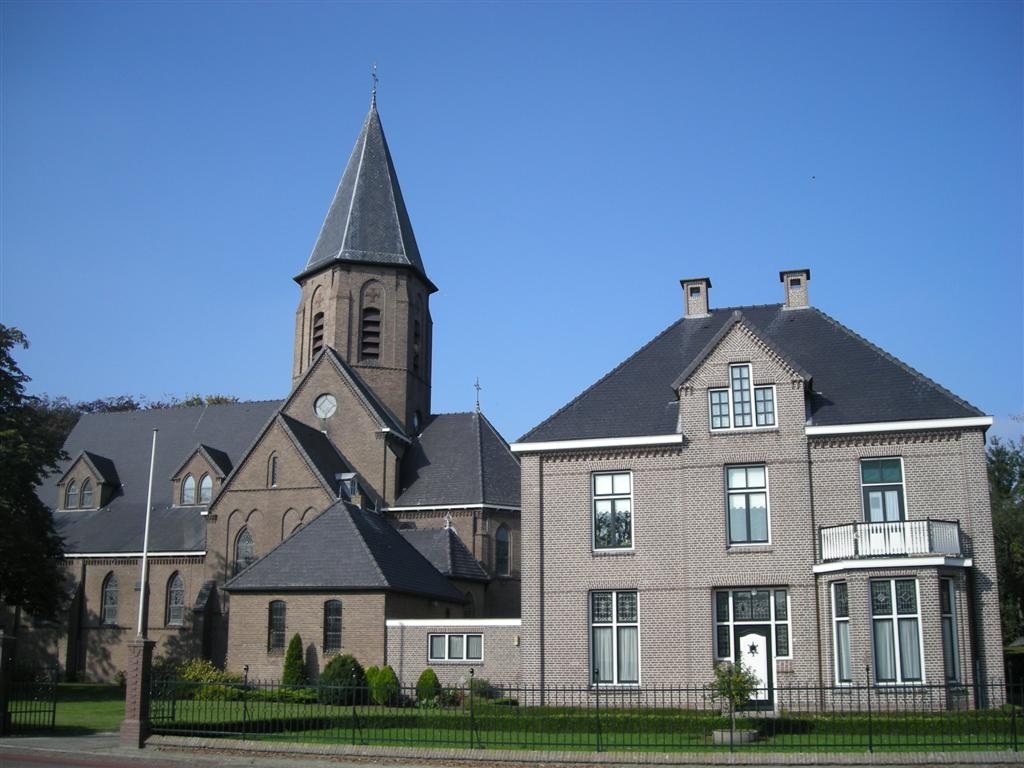
Sint-Fredericuskerk (Steggerda)
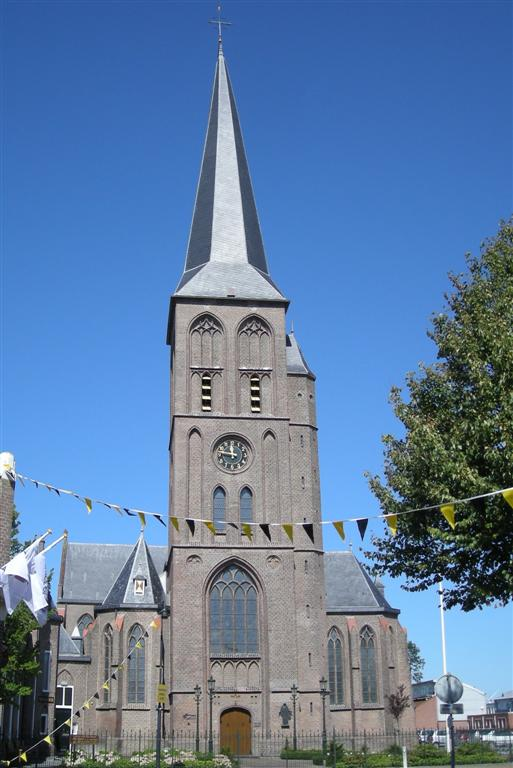
Sint-Werenfriduskerk (Workum)